# Louvre

Leonardo da Vinci, Mona Lisa (1503–1519)

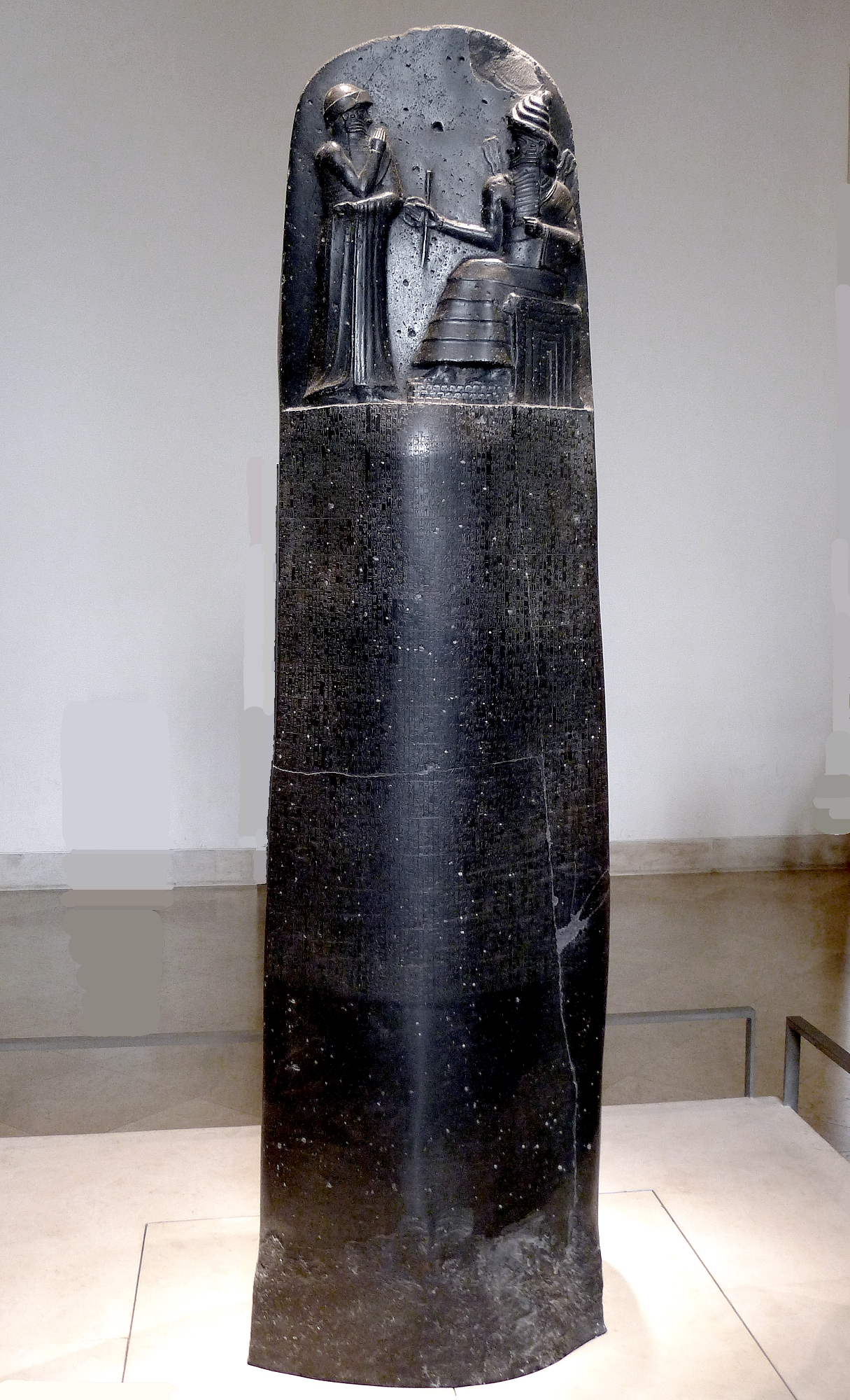
Chamurappiho zákoník (kolem 1750 př. n. l.)

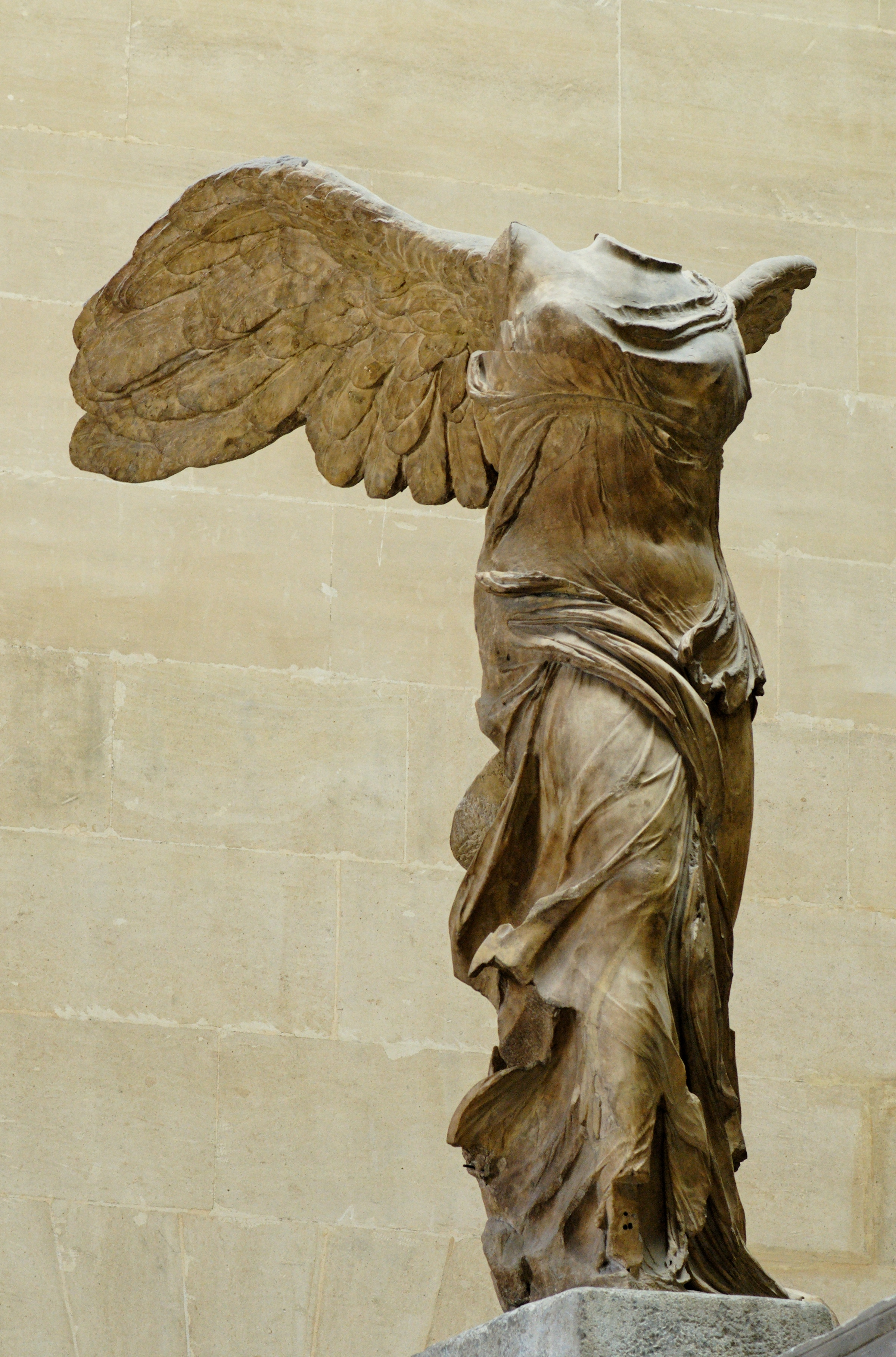
Níké Samothrácká, asi 120 př. n. l.

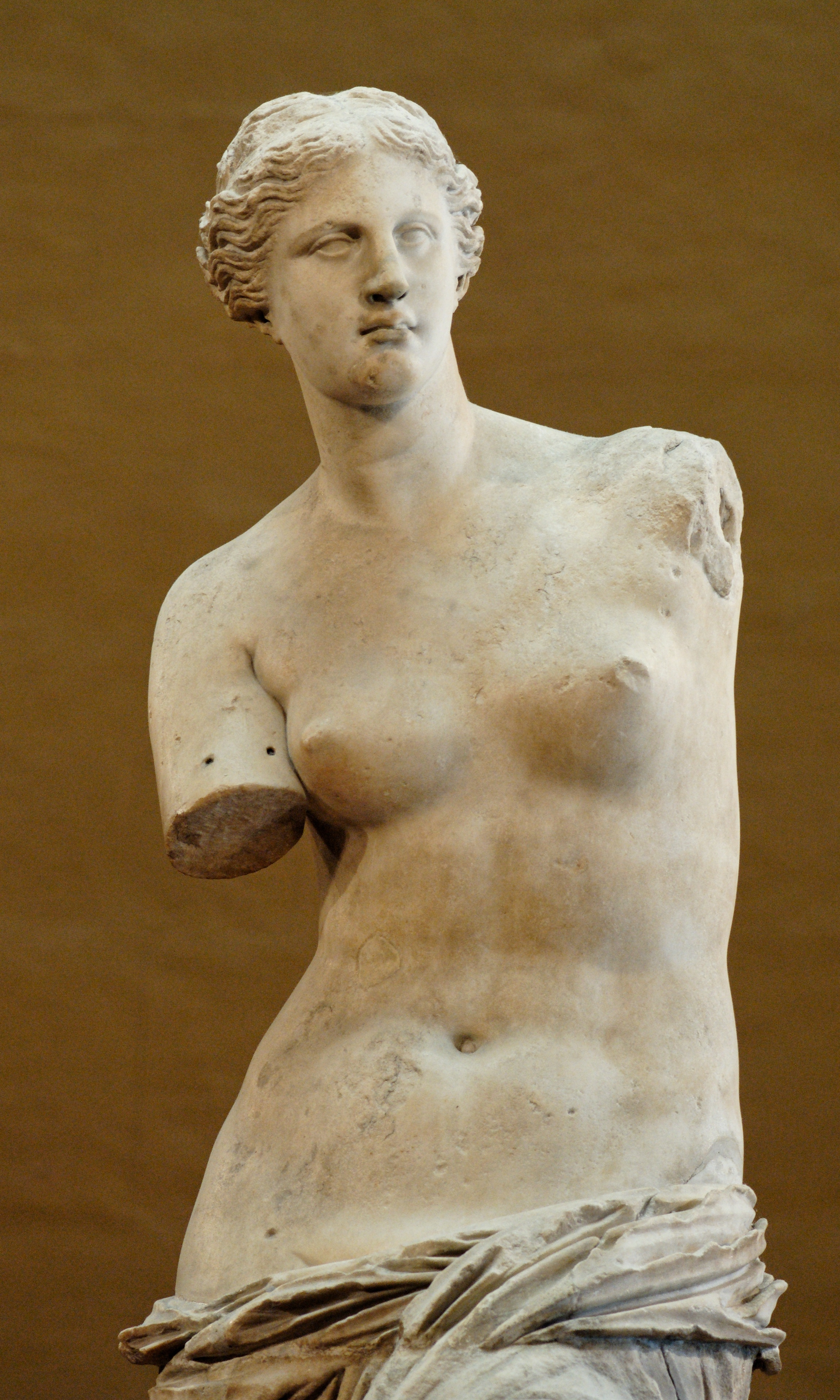
Venuše Miloská, asi 130 př. n. l.

Louvre je muzeum umění v Paříži. Na ploše 72 tisíc m2 vystavuje přes 35 tisíc exponátů (z celkové sbírky asi 554 tisíc) od pravěku po 19. století. V roce 2012 Louvre navštívilo deset milionů lidí, v roce 2017 jejich počet klesl na 8,1 milionu, v roce 2018 však opět stoupl na rekordních 10,2 milionu; muzeum tak bylo nejnavštěvovanějším muzeem na světě. Co do výstavní plochy je třetím největším na světě, po Metropolitní muzeum umění v New Yorku a petrohradské Ermitáži.
Sídlí v palácovém komplexu Palais du Louvre, bývalém sídle francouzských králů. Leží v 1. obvodu na pravém břehu řeky Seiny obklopen ulicí Rue de Rivoli ze severu, Tuilerijskými zahradami ze západu a kostelem Saint-Germain-l'Auxerrois z východu. Hlavní vchod je z Rue de Rivoli, nejbližší stanice metra jsou Louvre – Rivoli na lince číslo 1 a 7 a Palais Royal – Musée du Louvre na lince 1. Ve sbírkách lze volně filmovat a fotografovat (bez blesku).
Od roku 2012 má galerie také pobočku Louvre-Lens v severní Francii a od roku 2017 pobočku Louvre Abu Dhabi ve Spojených arabských emirátech.

## Historie

### Královská historie
Název snad pochází od lesa zvaného Louparie či Louverie, od lupara, vlk. Druhá možnost je ale také, že vznikl ze slova leovar nebo leawer, což znamená opevněné místo. Ve 12. století zde postavil Filip II. tvrz, která se za vlády Karla V. stala jeho rezidencí. František I. pak založil roku 1541 palác nový, v jehož stavbě postupně pokračovali další panovníci a stavitelé. Nejdříve Pierre Lescot za vlády Jindřicha II. Po jeho smrti jeho žena Kateřina Medicejská rozšířila palác o křídlo, na jehož místě dnes stojí Galerie Apollon. Za Jindřicha IV. (1589–1610), pracovali na dalších částech stavitelé Thibauld a Louis Métézeau, pak Baptiste a Jacques Androuet DuCerceau.
Ludvík XIII. roku 1623 uložil staviteli Lemercierovi, aby dokončil některé části, které začal budovat Lescot, čímž byl původní plán stavby značně rozšířen. Počínaje rokem 1660 za vlády Ludvíka XIV. se v dostavbách pokračovalo pod vedením B. Levaua. Byla zbudována východní fasáda. Roku 1682 přenesl Ludvík XIV. rezidenci do Versailles, a část paláce se uvolnila pro sbírky a občasné výstavy. Bydlila v něm řada dvořanů i umělců a sídlily zde také královské akademie. Stavba byla mnohokrát přerušována, od vlády Ludvíka XVI. až po Francouzskou revoluci. Za Napoleona architekti Charles Percier a L. Fontaine vystavěli novou galerii, která je rovnoběžná s protější galerií z dob Jindřicha IV. a konečně po poslední přestávce za Napoleona III. mezi lety 1852–1857 byl palác dokončen staviteli H. Lefuelem a L. Viscontim.

Napoleonův dvůr od západu se skleněnou pyramidou (vstup); vlevo křídlo Richelieu, vpravo Denon.

### Republikánská historie
Od dob, kdy po 300 letech Paříž přestala být sídlem francouzských králů, se usídlili v Louvru mnozí dvořané, úředníci, poté umělci a učenci. V čase, kdy při požáru roku 1871 shořela západní část Louvru – Tuilerijský palác, zůstal obrovský komplex o velikosti 195 000 m², byl Louvre také používán jako královské přijímací komnaty, dvorní byty, ministerstva, jízdárny, konírny atd. Celý palác se dělil na Starý (východní část) a Nový (křídla do Tuillerijské zahrady) a přes patrný nedostatek jednotného plánu budovy Louvru tvoří velmi harmonický celek, skvost světové architektury. U Staré části je velká sloupová fasáda z roku 1674 od Ch. Perraulta a Nová část s vyčnívajícími pavilony Turgot, Richelieu, Colbert, Daru, Denon a Mollieu s vnitřním bohatým sadem s 86 sochami francouzských osobností a 63 alegorických sousoší. Na Place du Carrousel, v ose mezi budovami z dob Jindřicha IV. a Napoleona III. stojí Vítězný oblouk Carrousel, vybudovaný za Napoleona I. roku 1806 podle vzoru brány Septimia Severa na vrcholu s velkým čtyřspřežím.

## Národní muzeum Louvre
Původ sbírky sahá do 16. století, kdy ji založil František I., Ludvík XIV. koupil sbírky bankéře Jabacha. Až za Francouzské revoluce roku 1793 bylo v Louvru oficiálně otevřeno veřejné muzeum, v němž byla zpřístupněna umělecká díla, zabavená králi a různým církevním institucím. Význam muzea pochopil Napoleon, který za svých tažení dal shromažďovat umělecky a historicky cenné předměty, které odvážel do Paříže. I když se řada z nich později vrátila, Louvre se stal významným evropským i světovým muzeem.
V roce 1871, když francouzská armáda dobývala Paříž, založil oddíl komunardů v sousedním Tuilerijském paláci požár, který se rozšířil i na Louvre. Shořela část budov a knihovna, většinu sbírek zaměstnanci zachránili.
Patrně nejbohatší literární informace o historii založení muzea vydal v roce 1900 Paul Gaultier ve 3 svazcích.

### Oddělení
Jeho sbírky jsou stále rozšiřovány a obsahují asi 554 tisíc předmětů, z nichž asi 35 tisíc je vystaveno. Zákonem ze dne 5. září 1888 má Muzeum Louvre 7 oddělení:
1. Egyptské starožitnosti
2. Stará Antická a Orientální keramika
3. Řecké a Římské starožitnosti
4. Malby, kresby, mědirytiny – XIII.–XIX. století
5. Skulptury středověku, renesance a Moderní doby
6. Malé umělecké předměty světové historie
7. Námořnictví a etnografie

Každé oddělení má svého správce, který řídí tým znalců, konzervátorů a historiků umění.

## Provoz
Muzeum patří francouzskému státu, který platí asi 2000 zaměstnanců a provoz (asi 62 % z rozpočtu asi 350 milionů USD ročně), kdežto údržbu, restaurování a nákupy hradí muzeum z jiných příjmů. Mezi ně patří vstupné, ale také poplatky za zapůjčení exponátů, licence a prodej přebytečných předmětů. Nejméně 20 % příjmu ze vstupného je vyhrazeno pro nové nákupy.

### Rozvoj a pobočky
V roce 1983 vyhlásil president Francois Mitterrand projekt „Velkého Louvru“, rekonstrukce a rozšíření muzea. Podle návrhu čínsko-amerického architekta I. M. Pei vzniklo rozsáhlé nové podzemí s parkovišti a nákupním střediskem a uprostřed dvora na Place du Carrousel vznikla skleněná pyramida, která se v Paříži vedle jiných známých staveb stala novou dominantou (1989), roku 1993 vznikla Obrácená pyramida a roku 2012 byly otevřeny nové prostory s expozicí islámského umění.
Roku 2004 se francouzská vláda rozhodla vybudovat pobočku Louvru v opuštěném dole v severofrancouzském městě Lens, blízko belgických hranic, a deponovat v ní část pařížských sbírek. Muzeum Louvre-Lens bylo otevřeno v roce 2012, kdy je navštívilo půl milionu osob. V roce 2017 byla na základě dlouhodobé smlouvy otevřena pobočka Louvre – Abu Dhabi ve Spojených arabských emirátech. Budova podle návrhu architekta Jeana Nouvela s plochou 24 tisíc m2 stojí na ostrově a kryje ji plochá kovová kopule. Exponáty poskytují kromě Louvru i další francouzská muzea. 5. března 2018 otevřel Louvre stálou výstavu v Teheránu, na níž se také podílejí i další francouzská muzea. Od roku 2015 buduje Louvre rozsáhlý depozitář pro 250 tisíc předmětů v severní Francii, protože současné depozitáře by mohla ohrozit povodeň.
Od roku 2003 slouží zájemcům volně přístupná internetová Databáze Atlas (od roku 2009 také v angličtině), která obsahuje odborný popis asi 30 tisíc exponátů, jejich původ, stáří, umístění v expozici a většinou i jejich fotografie.

## Galerie

### Plastiky

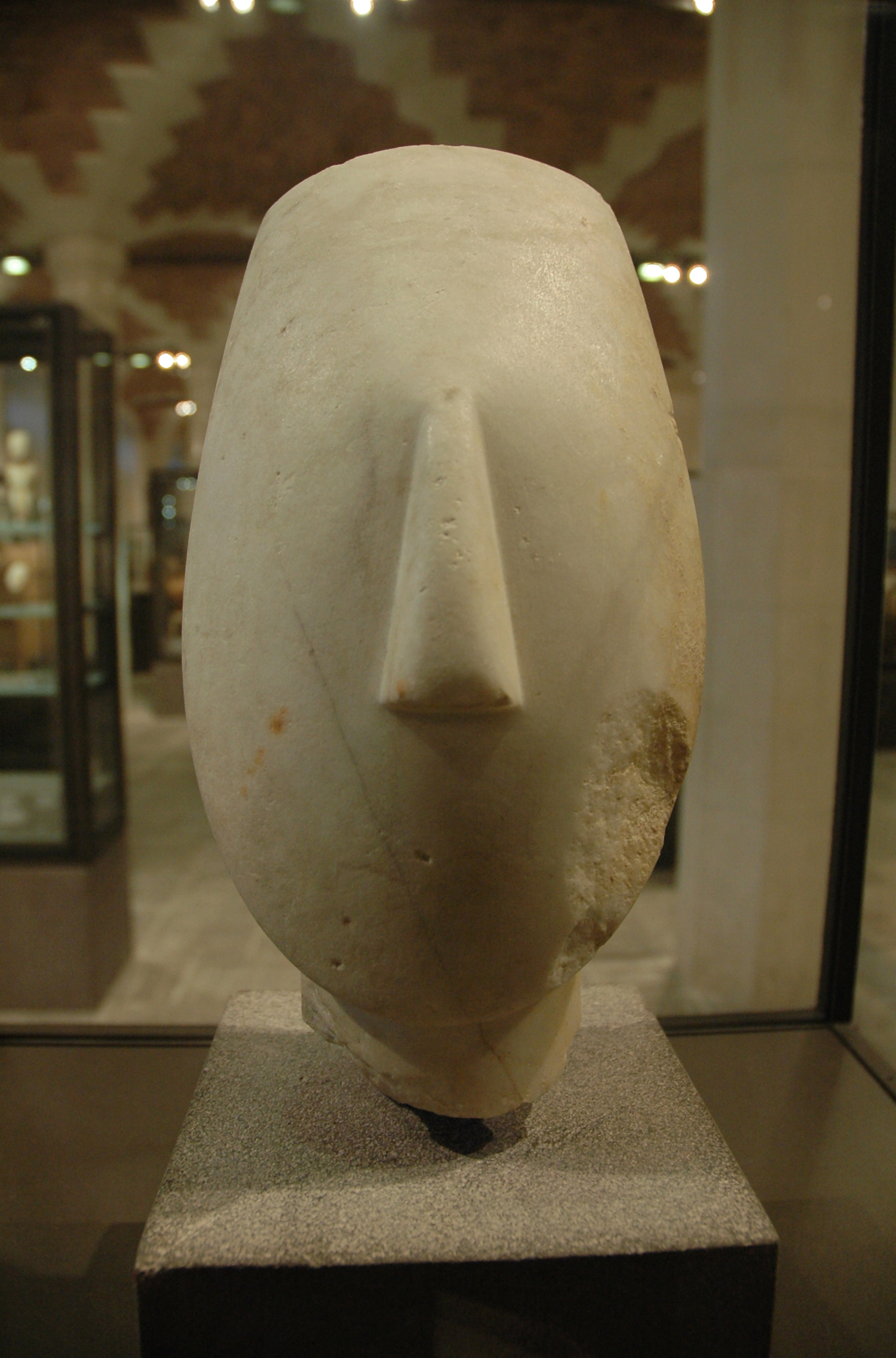
Hlava votivní sošky, Kyklady 2700–2300 př. n. l.
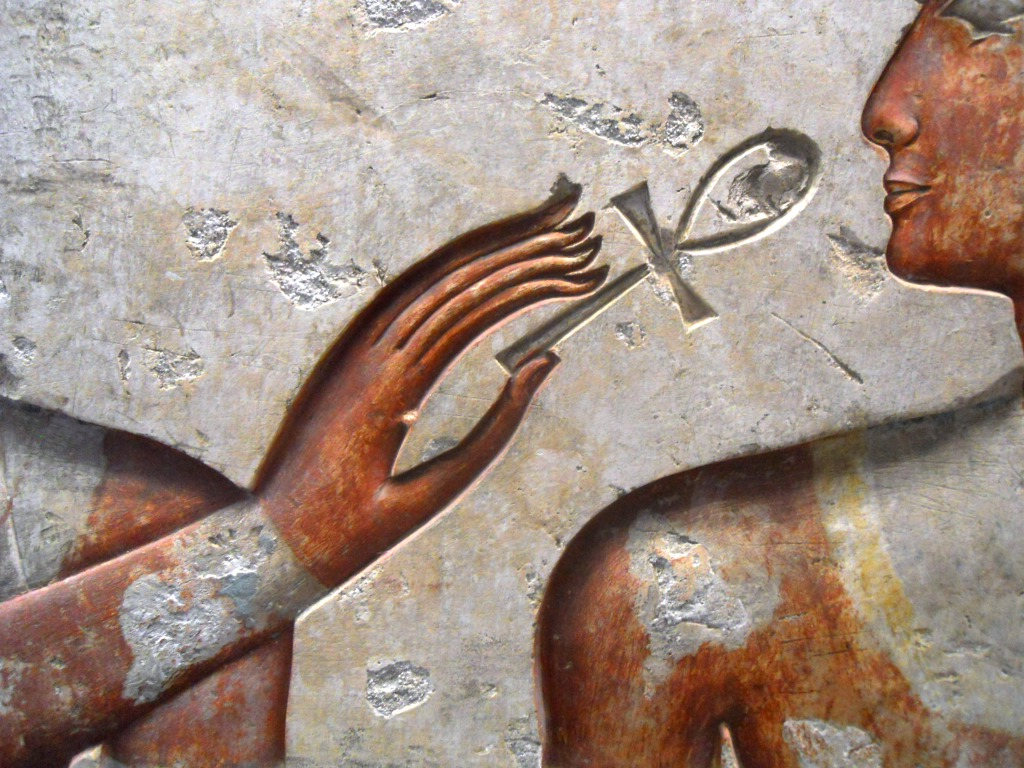
Relief z hrobu Ramesse II. (detail, asi 1230 př. n. l.)
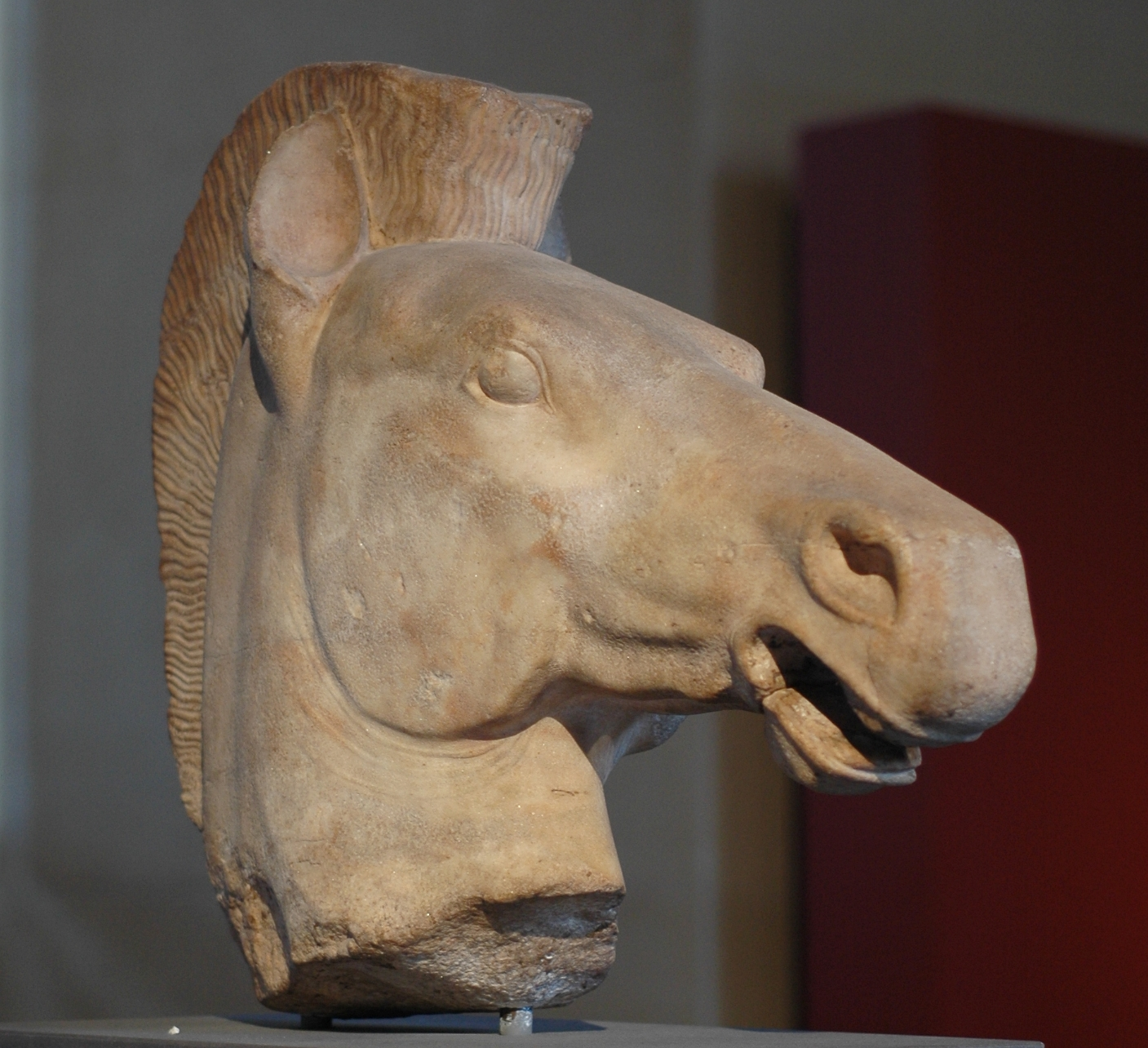
Hlava koně (Athény, asi 500 př. n. l.)
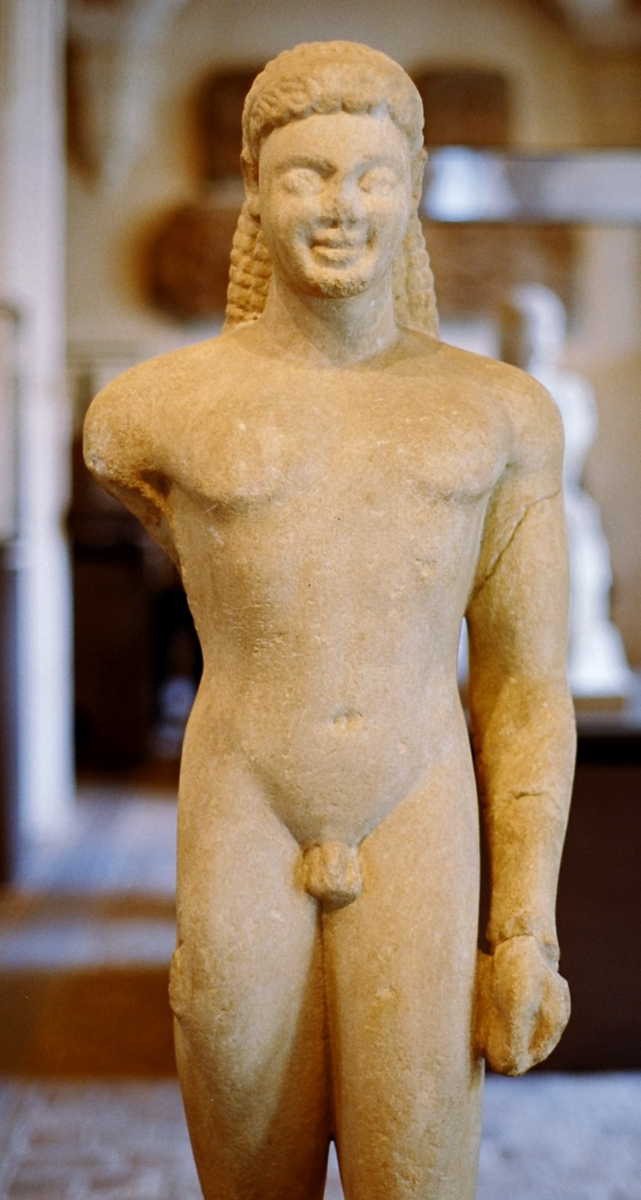
Kúros z ostrova Paru (asi 540 př. n. l.)
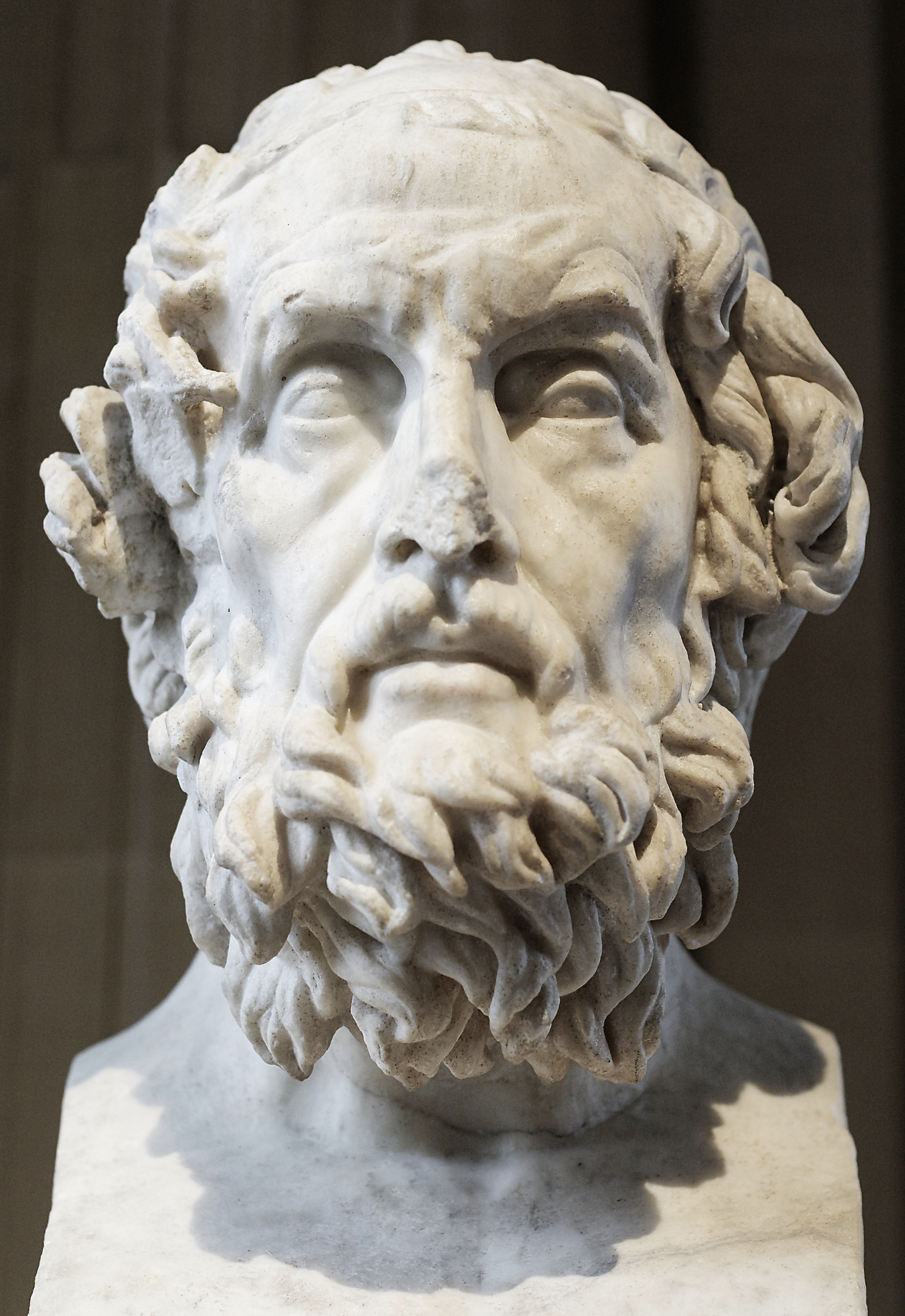
Homér z paláce Caetani (2. stol. př. n. l.)
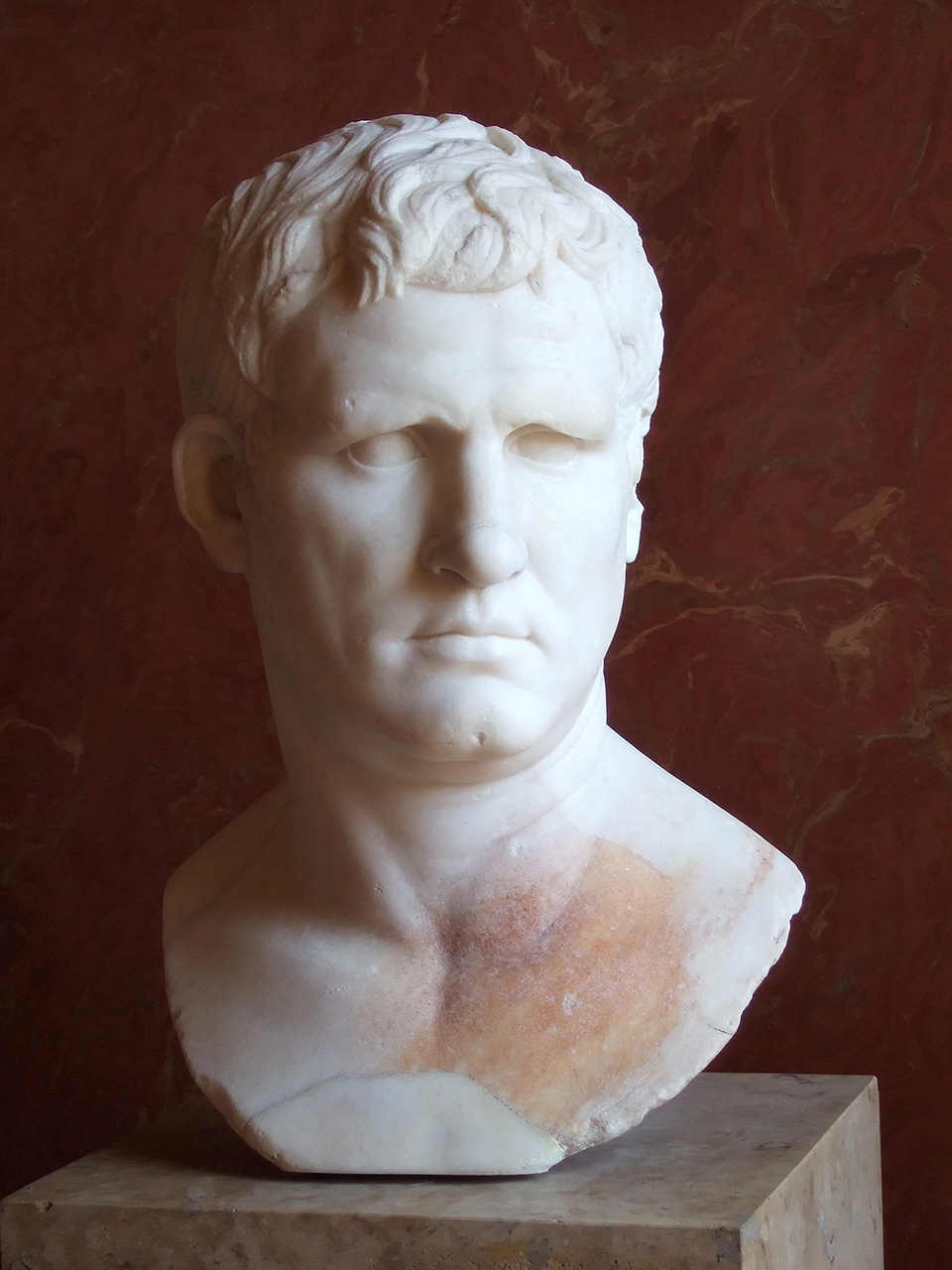
Portrét Marka Agrippy, 25 př. n. l.
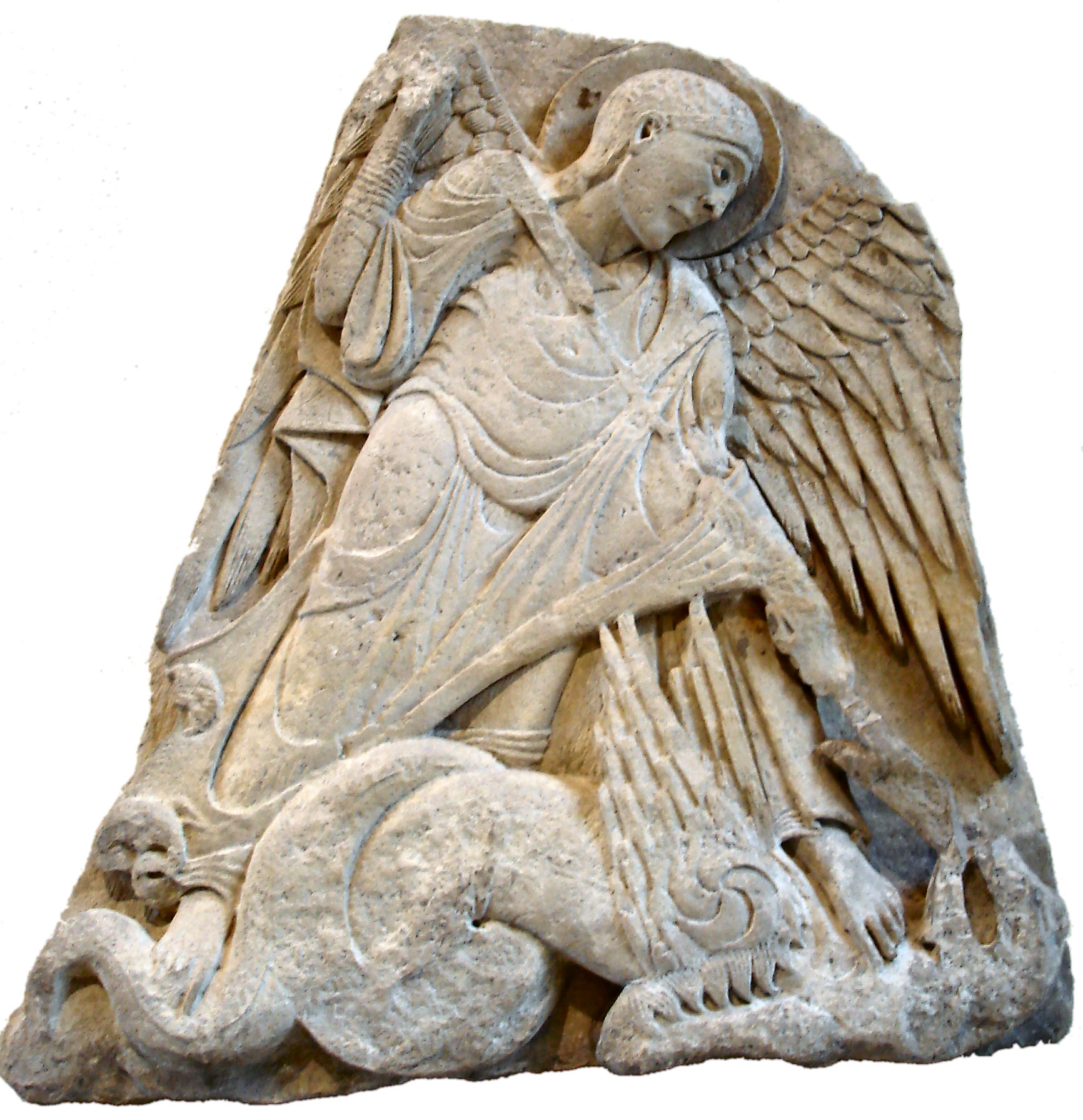
Sv. Michael a ďábel, Francie, 12. stol.
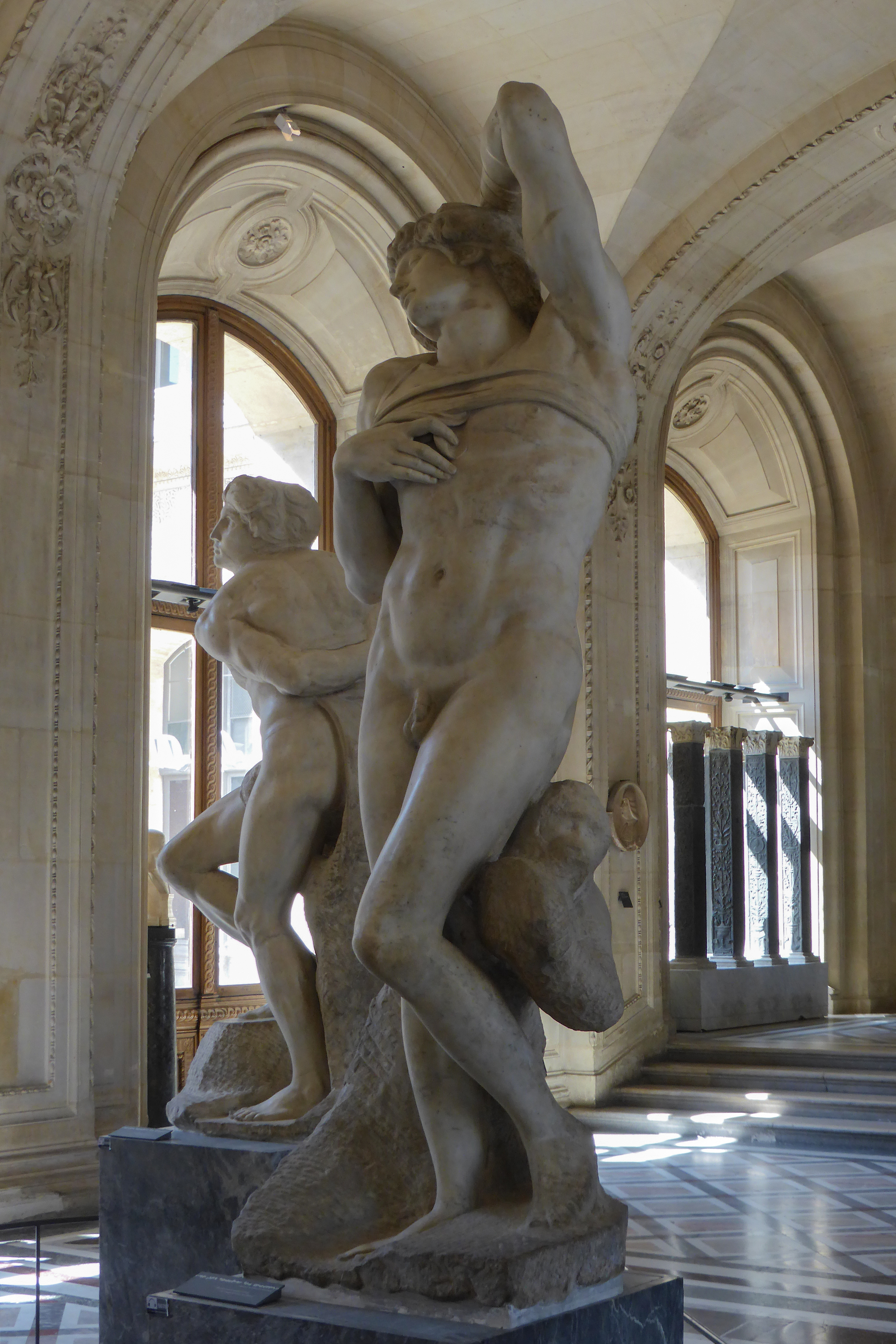
Michelangelo, Umírající otrok, 1513–16

### Obrazy

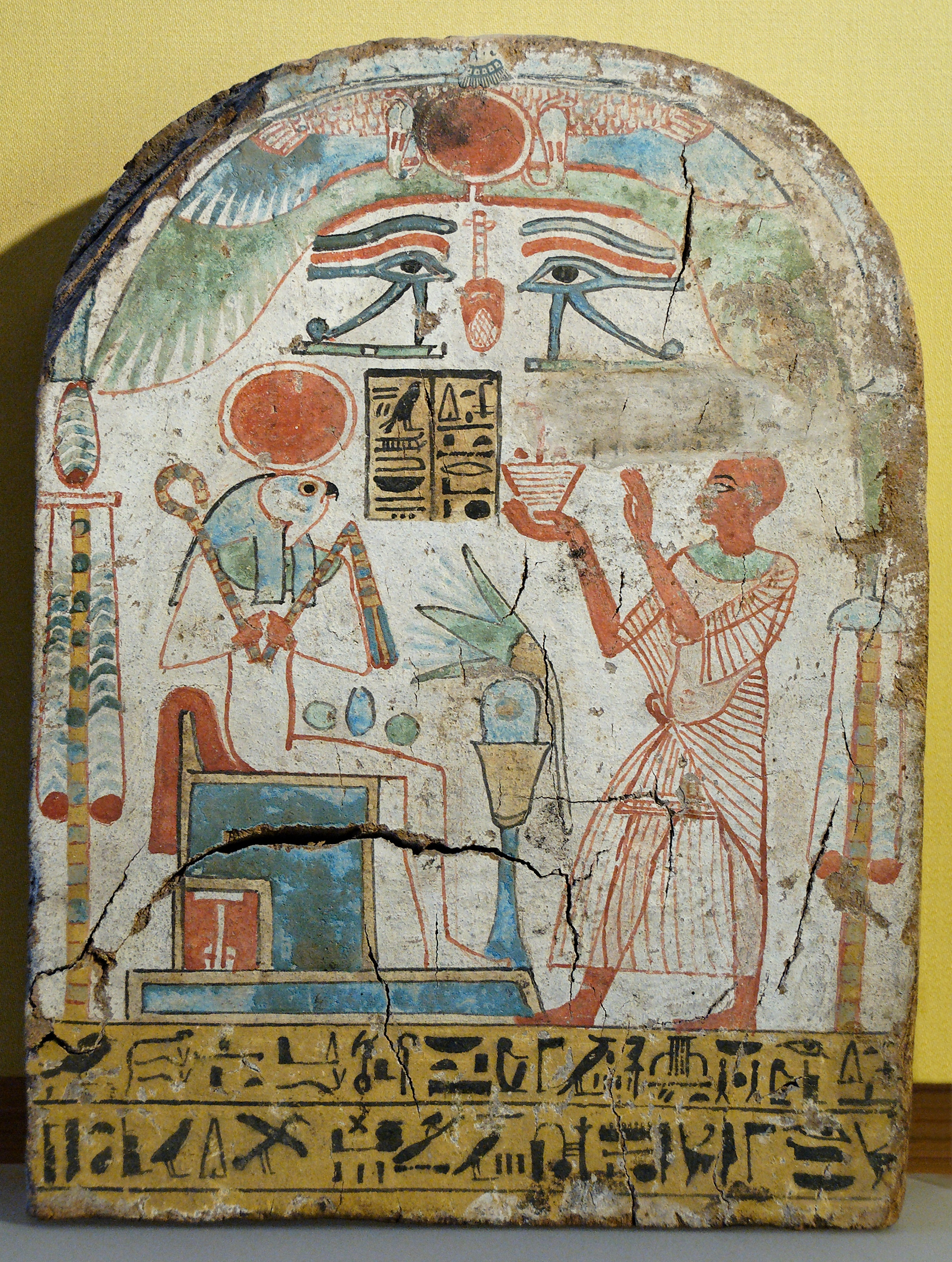
Egyptský kněz obětuje kadidlo, asi 900 př. n. l.
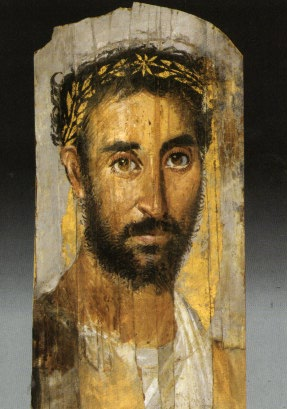
Podobizna z Fajjúmu (2.–3. stol.)
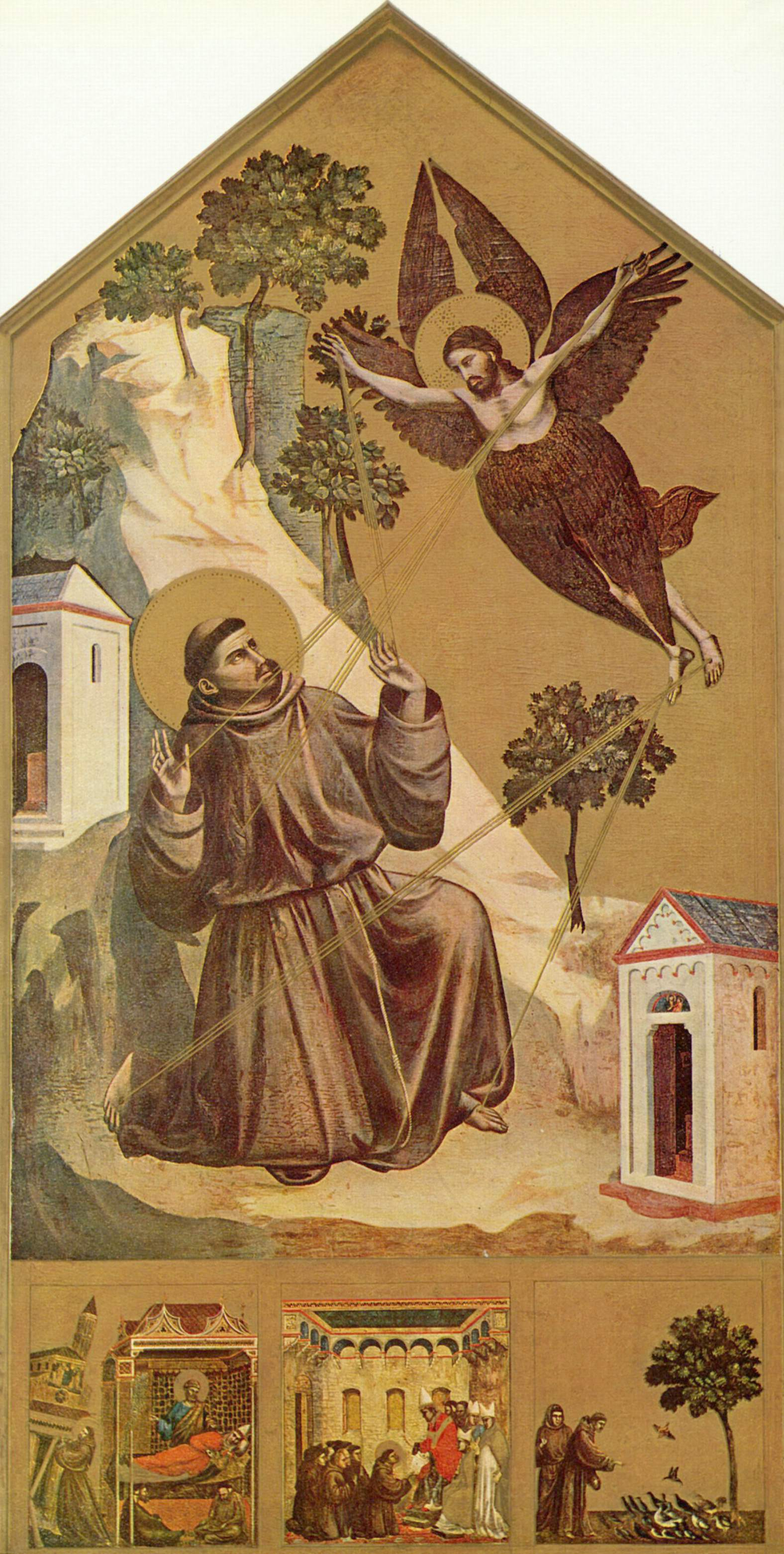
Giotto, Sv. František přijímá stigmata, asi 1300
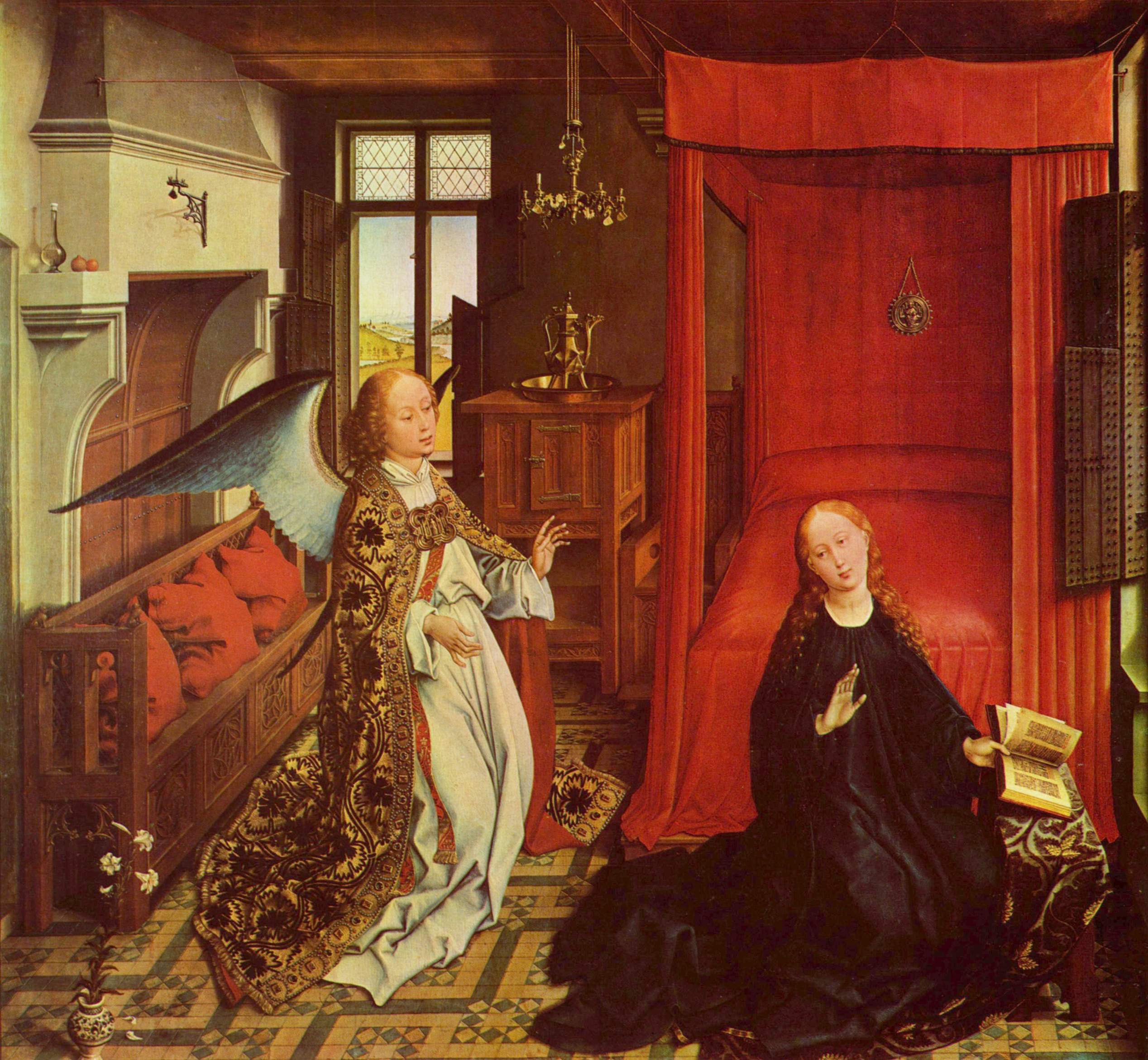
Rogier van der Weyden, Zvěstování, 1435
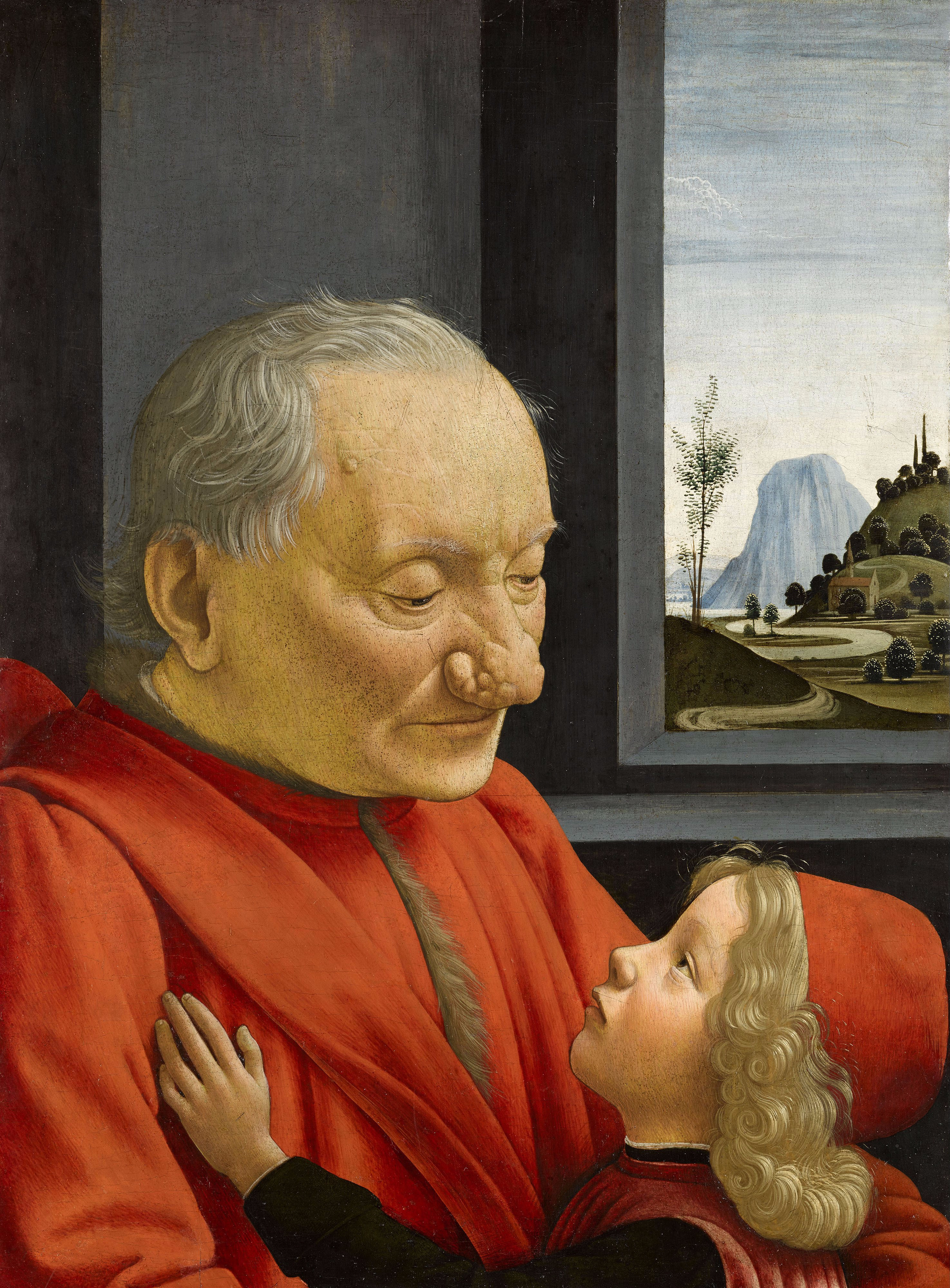
Domenico Ghirlandaio, Starý muž a jeho vnuk, 1488
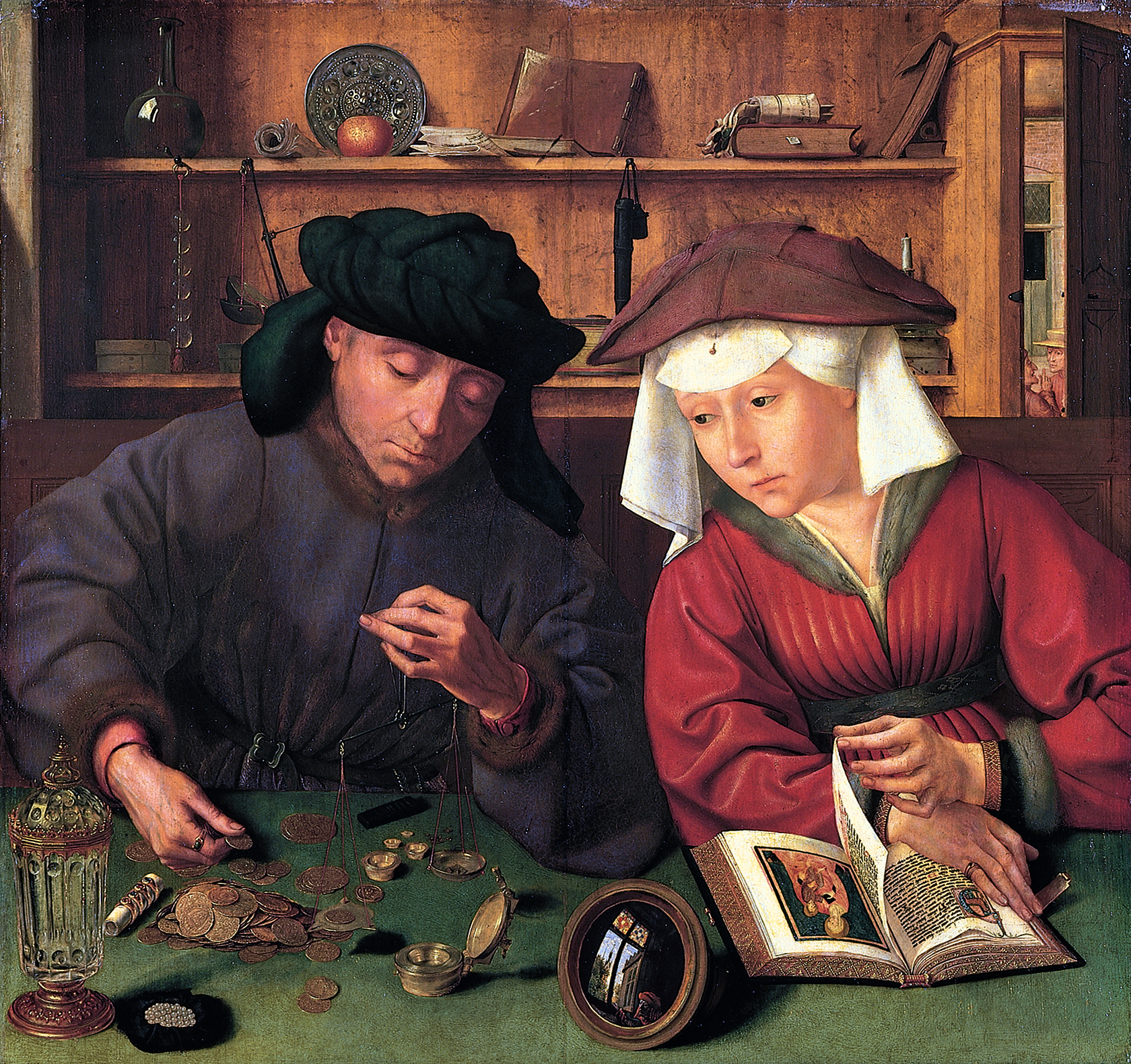
Quentin Massys, Penězoměnec, 1514
Raffael Santi, Portrét Baltazara de Castiglione 1515
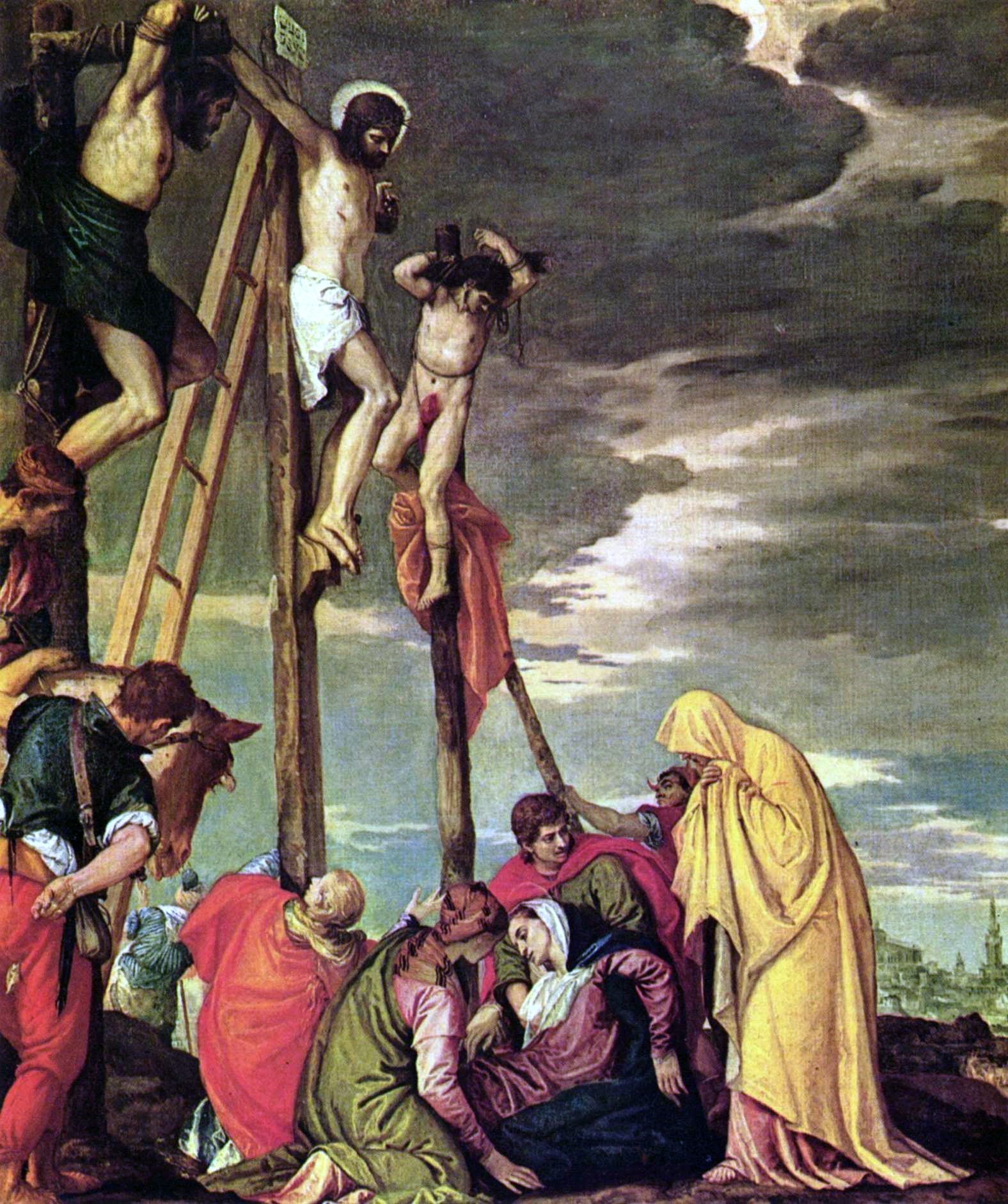
Paolo Veronese, Ukřižování, asi 1550
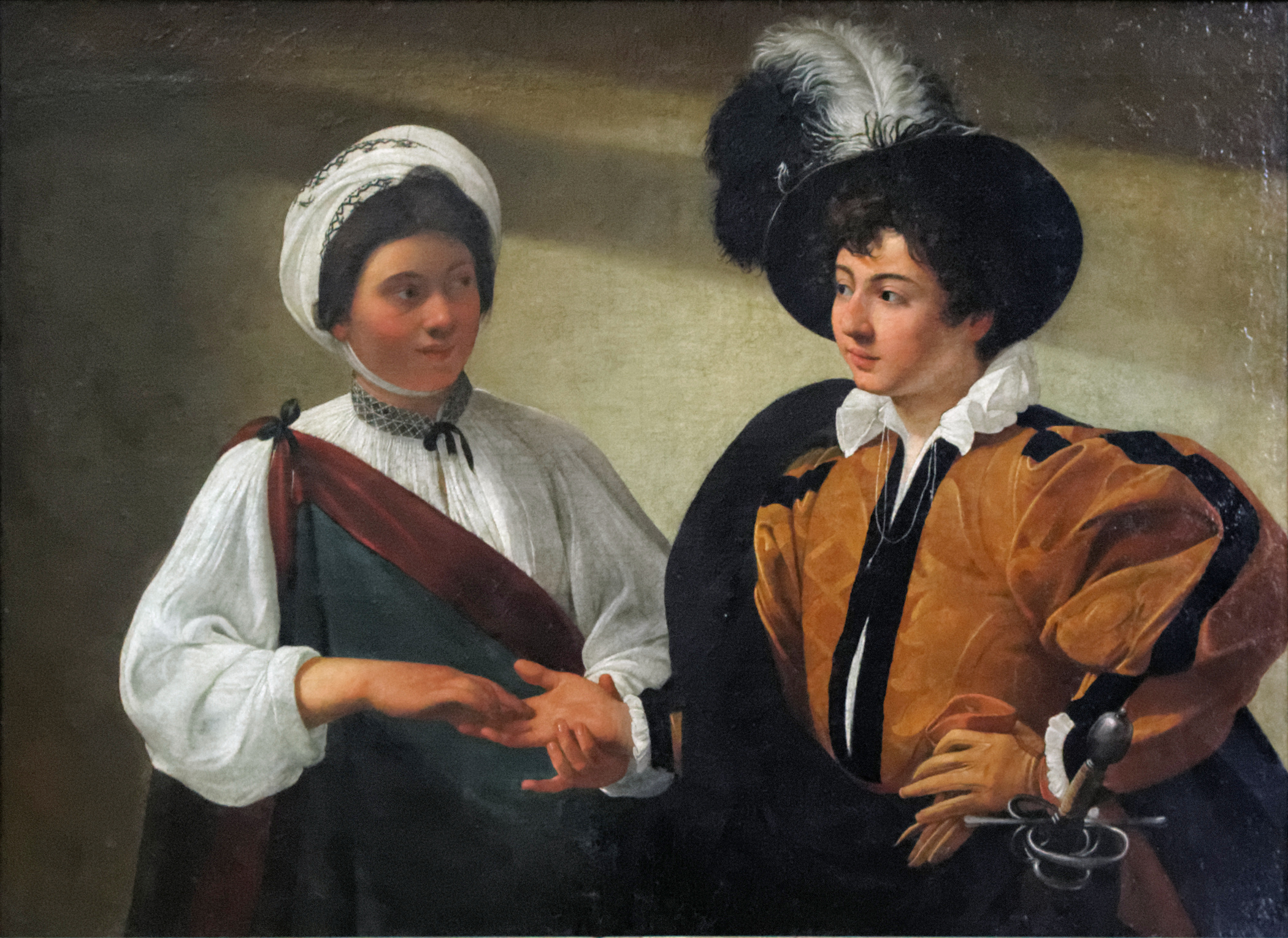
Caravaggio, Věštkyně, asi 1600
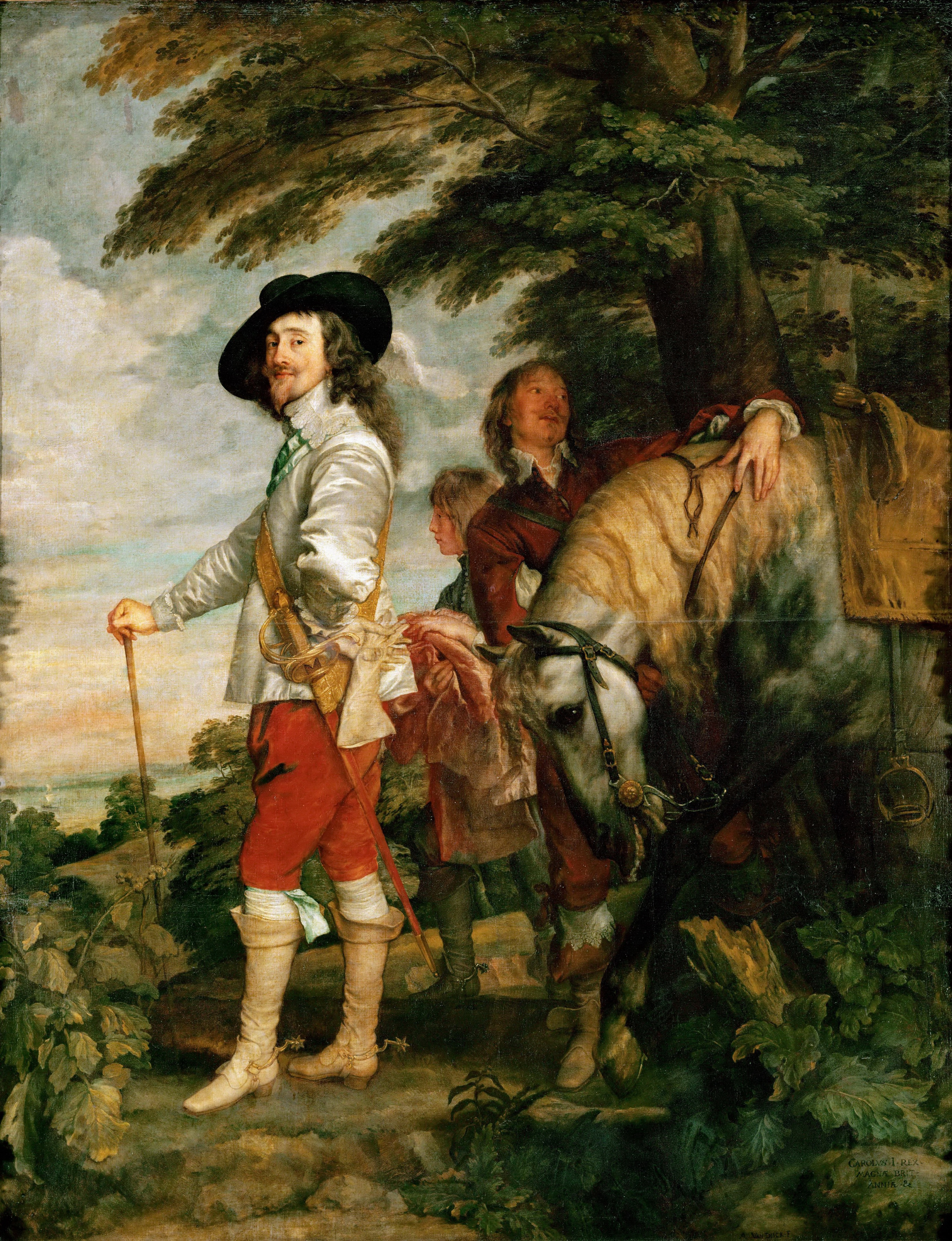
Anthonis van Dyck, Karel I. na lovu, 1635
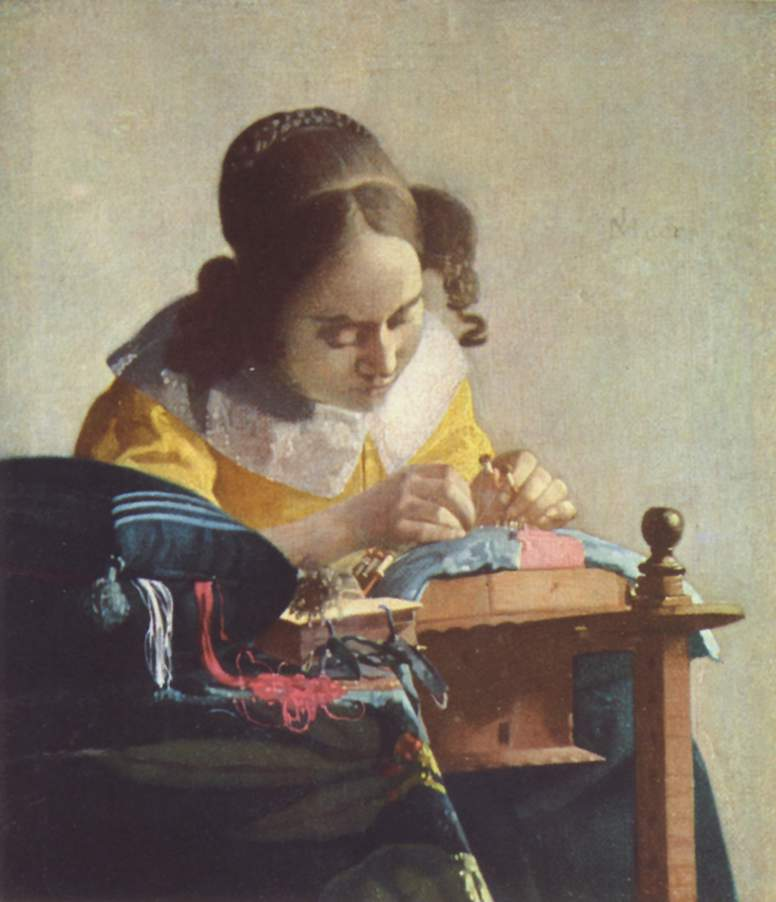
Jan Vermeer, Krajkářka, 1664
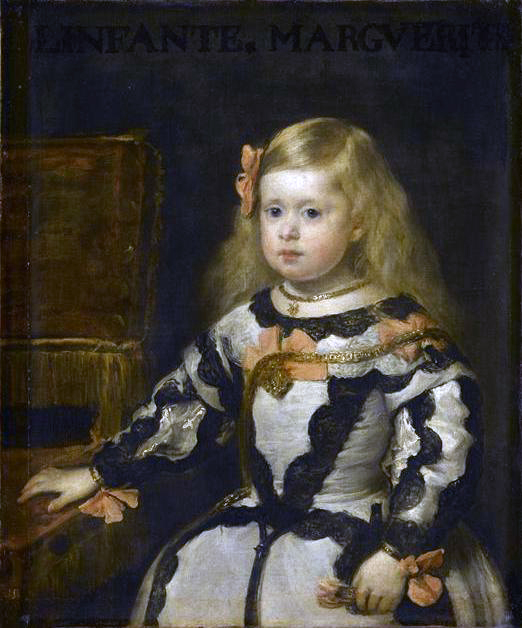
Diego Velázquez, Infantka Maria Margarita, 1655
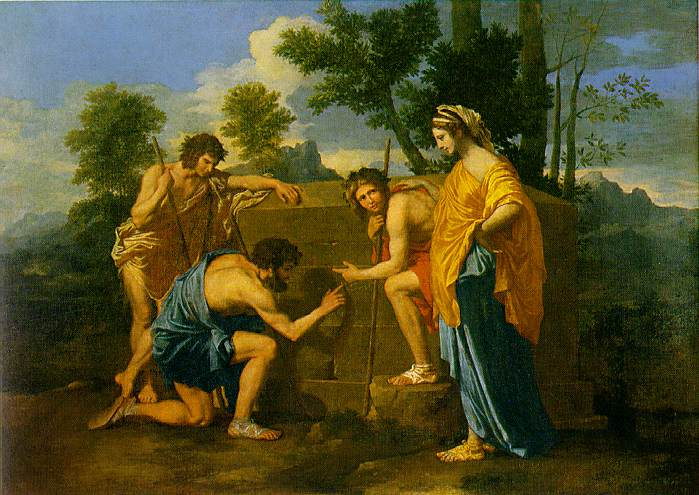
Nicolas Poussin, Pastýři v Arkádii 1640
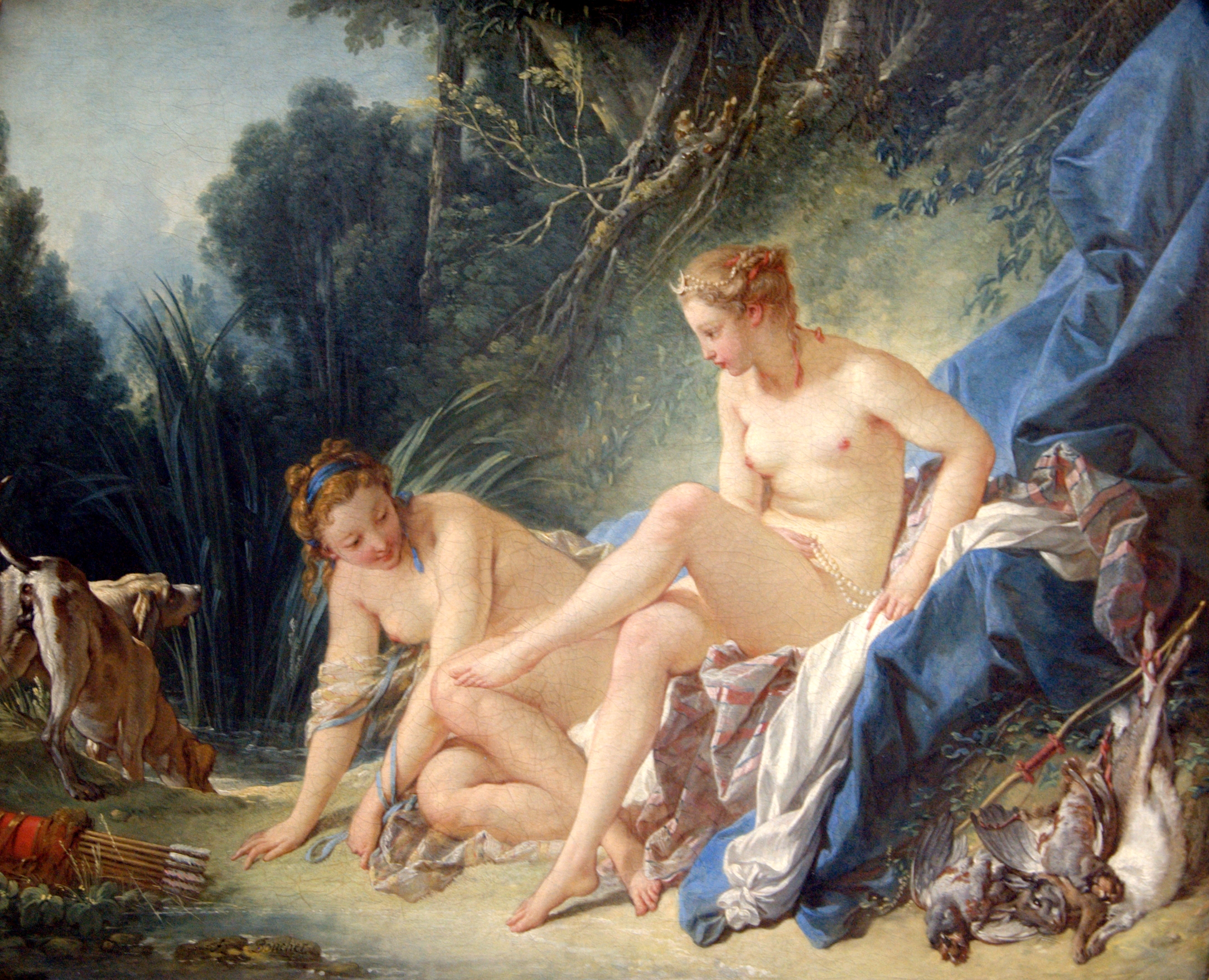
François Boucher, Diana v lázni 1742
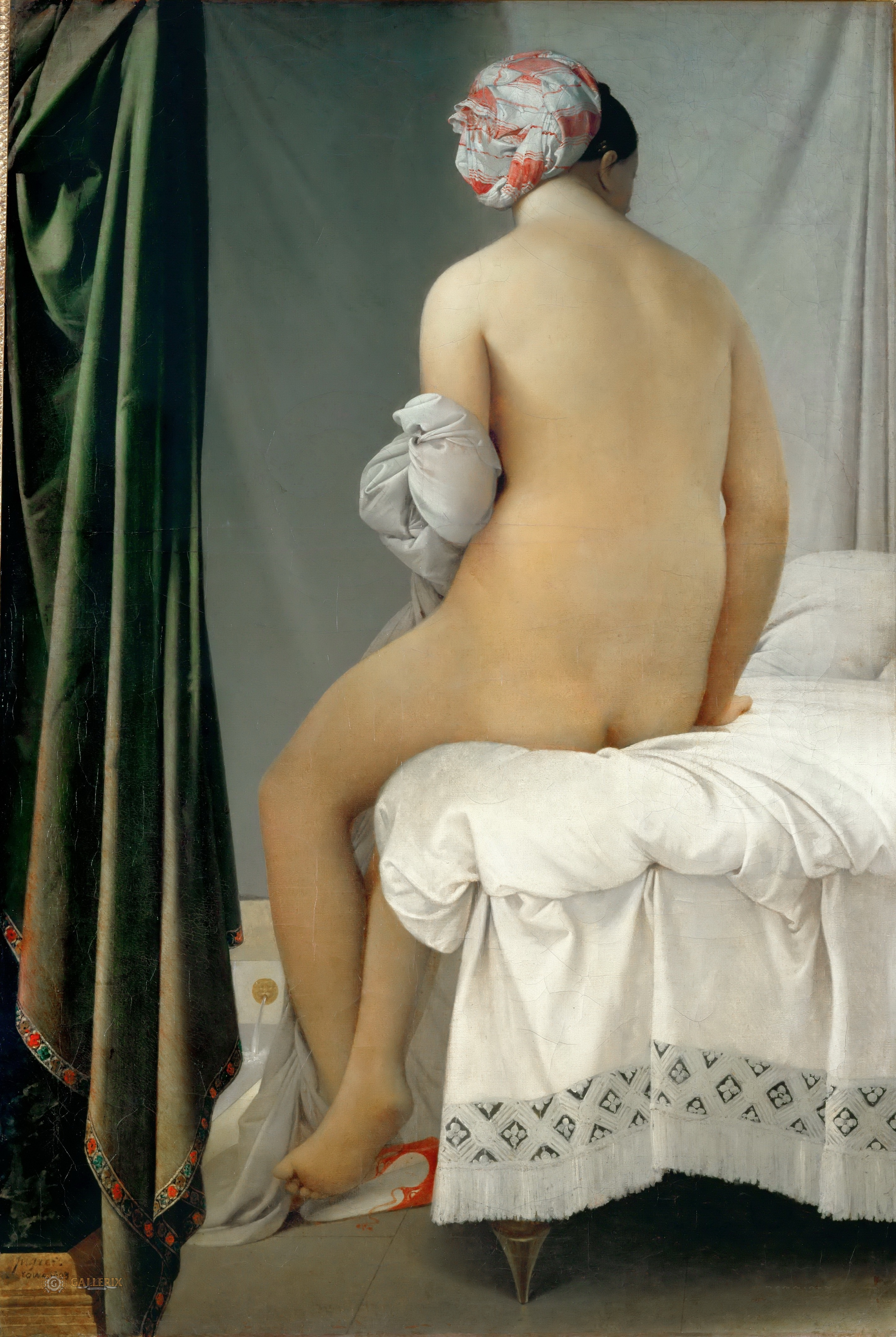
Jean Auguste Dominique Ingres, Koupel 1808
Eugène Delacroix, Svoboda vede lid na barikády 1830

### Užité umění

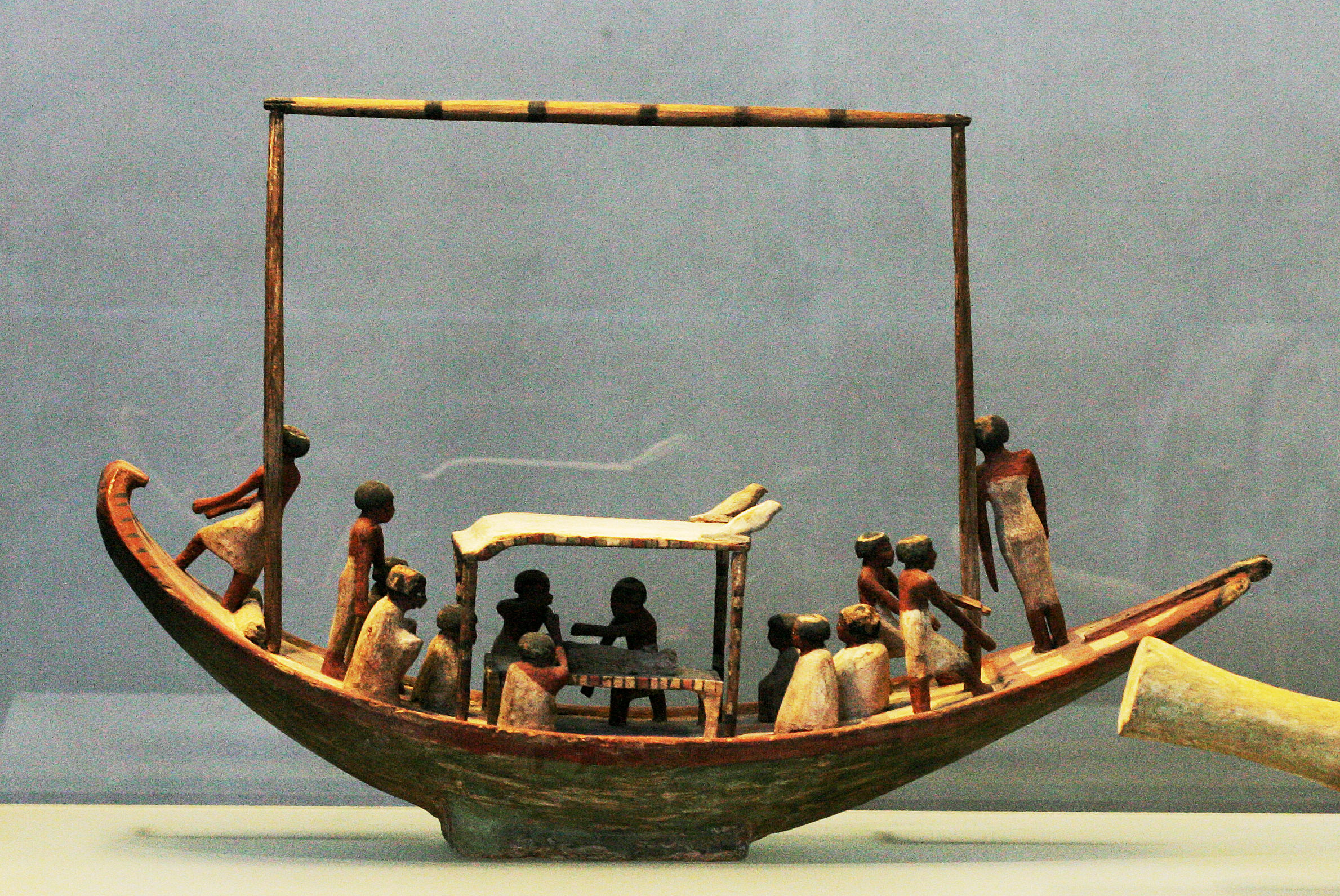
Model lodi s posádkou (Egypt, kolem 2000 př. n. l.)
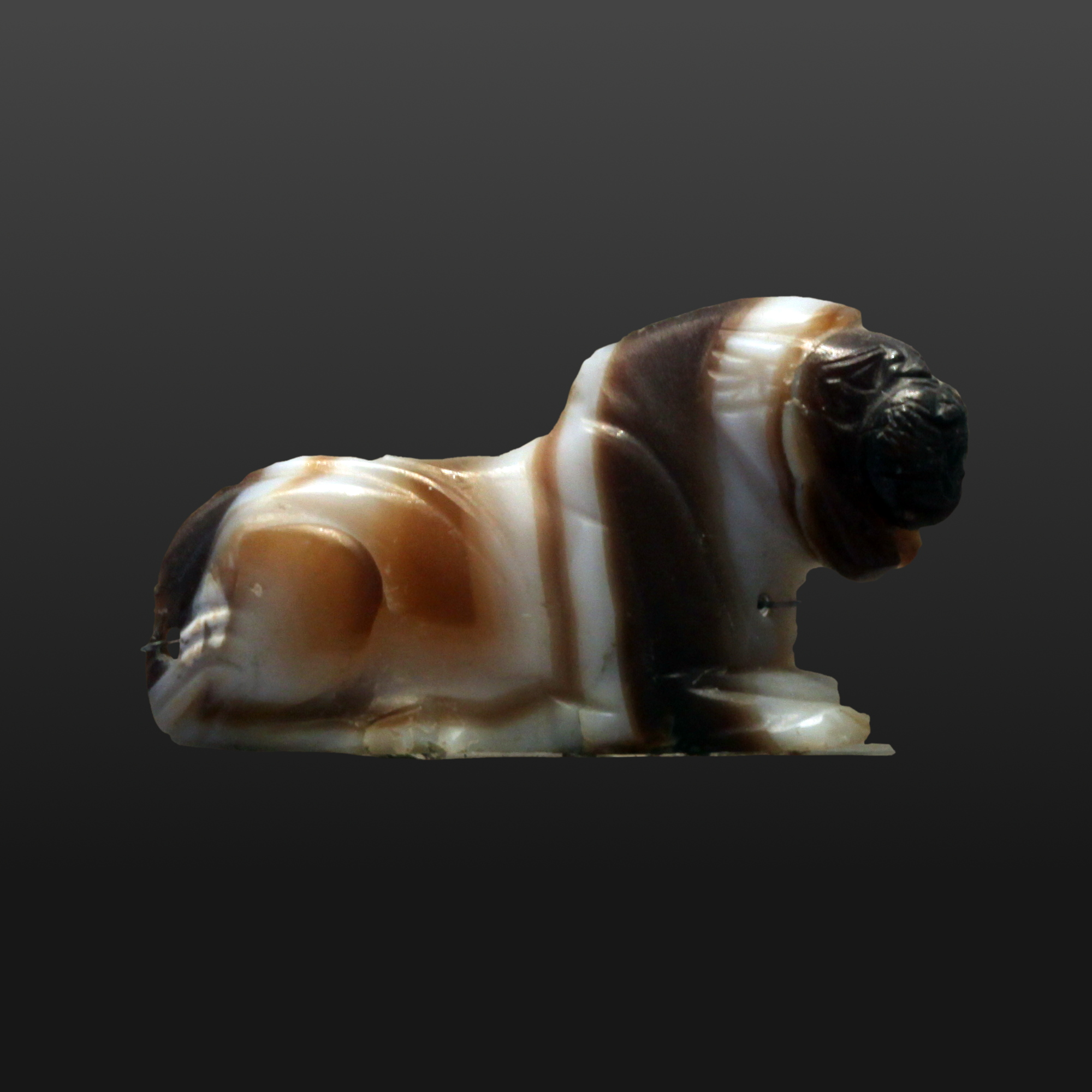
Lev ze Susy (achát, 2. tisíciletí př. n. l.)
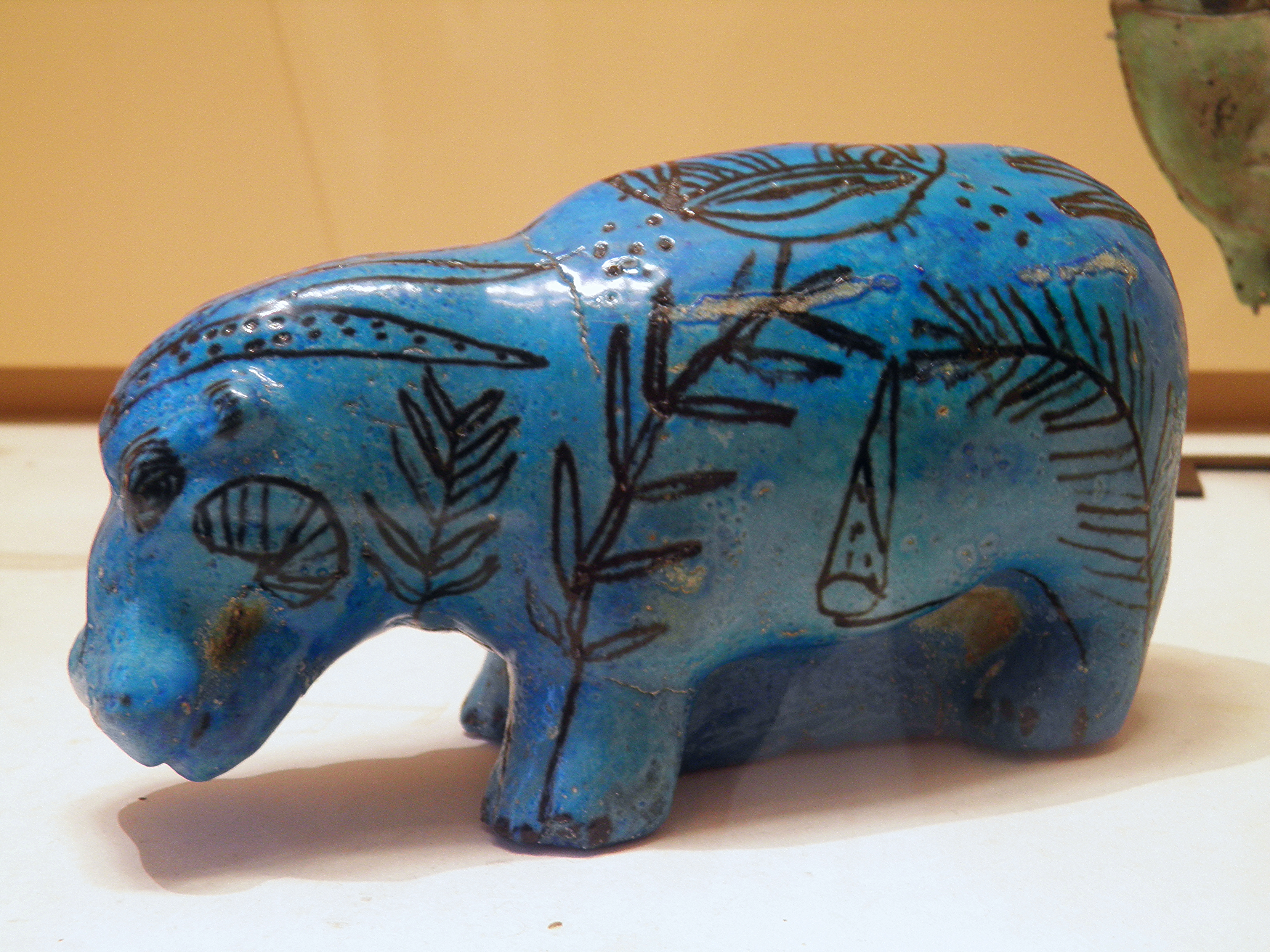
Terakotový hroch (17. dynastie, 1650–1550 př. n. l.)
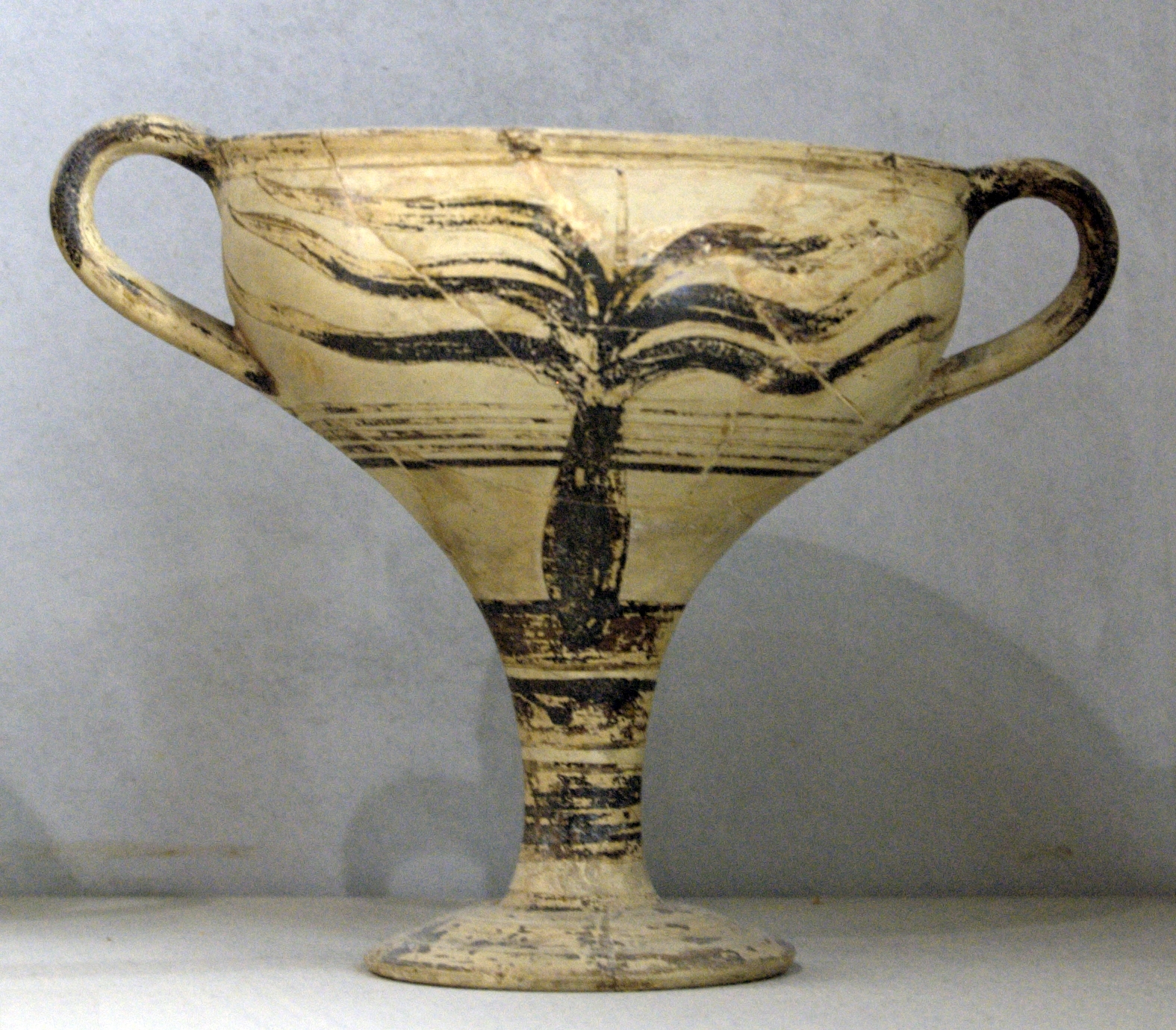
Řecký pohár (asi 1350 př. n. l.)
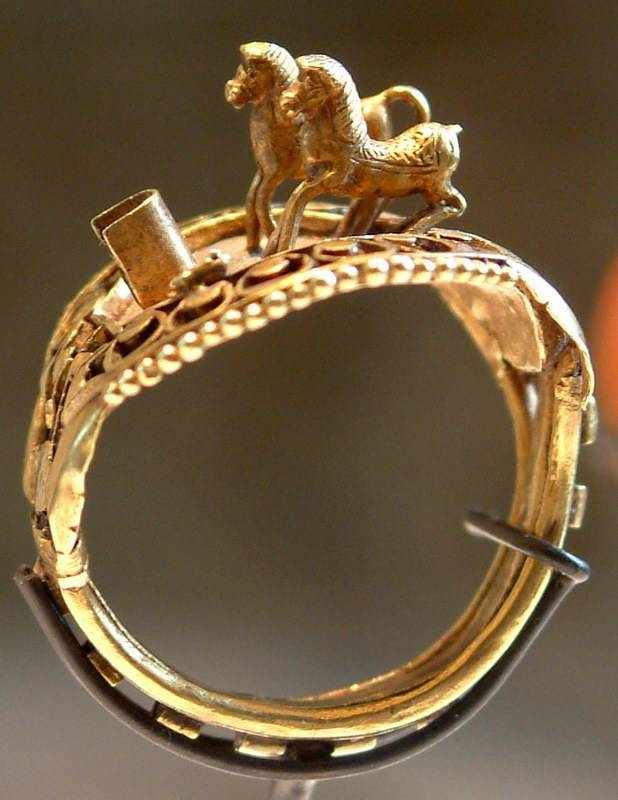
Prsten Ramesse II. (zlato, asi 1230 př. n. l.)
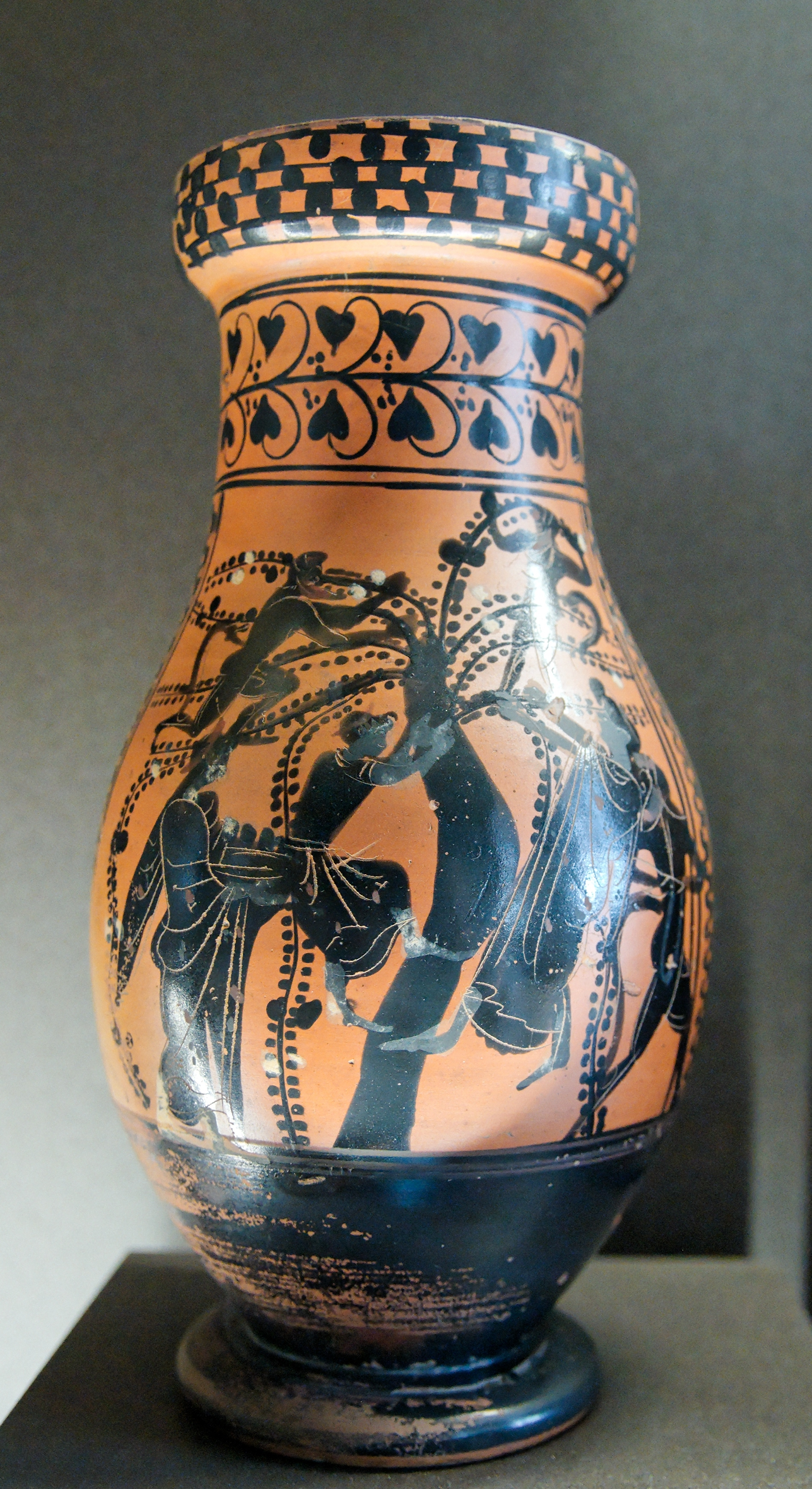
Sklizeň oliv (asi 500 př. n. l.)
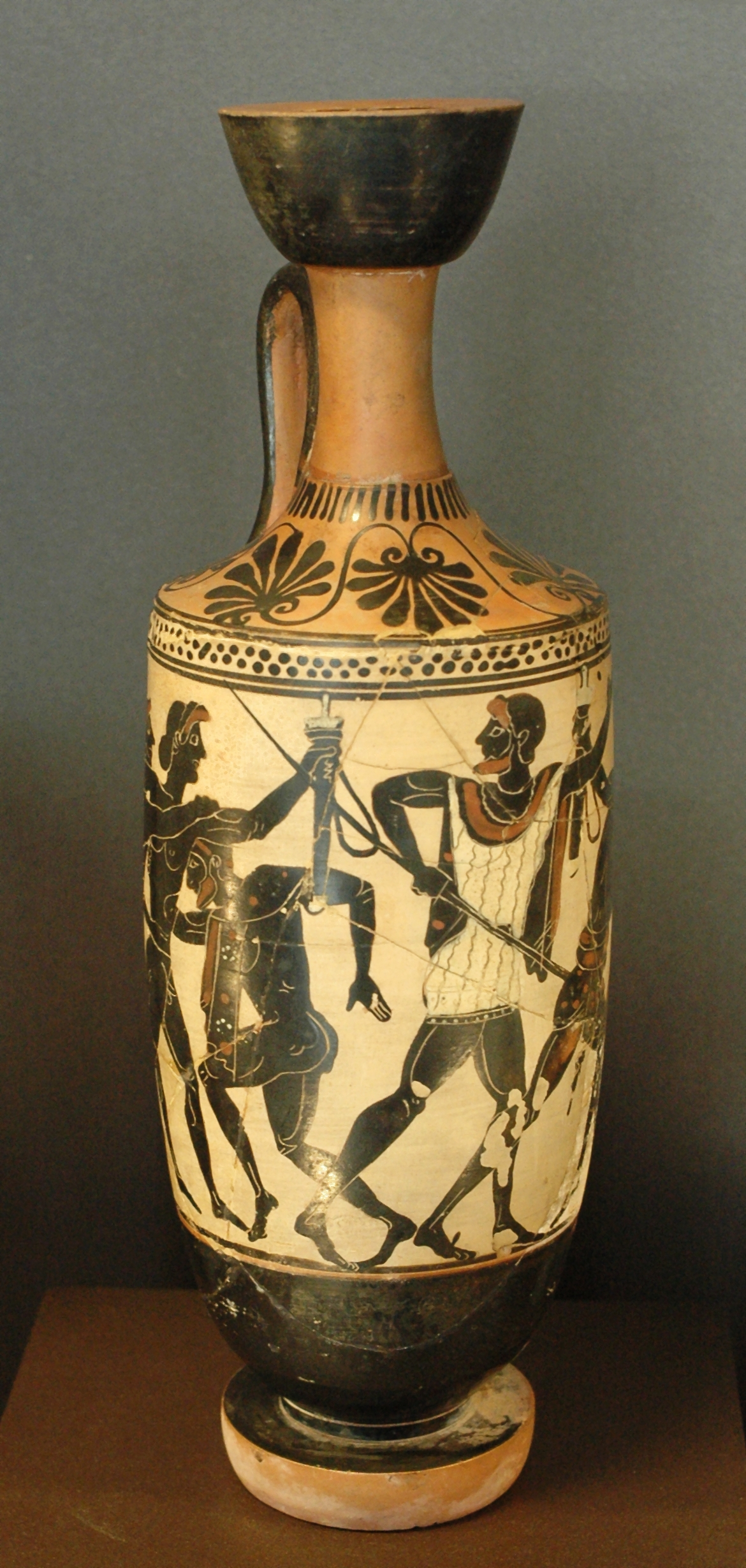
Ajax zápasí s Odyseem (asi 500 př. n. l.)
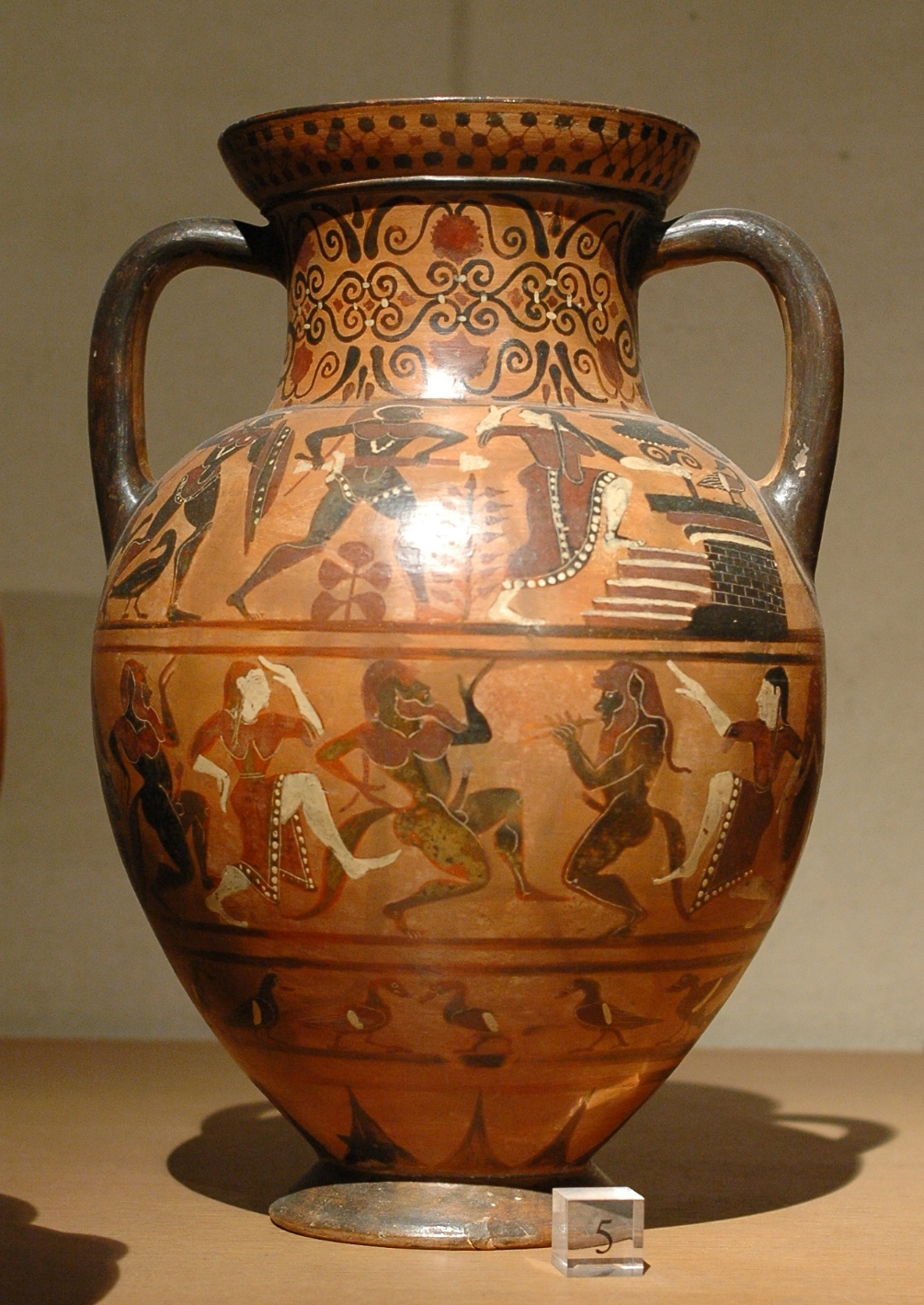
Etruská amfora Diomedés a Polyxena, asi 540–530 př. n. l.
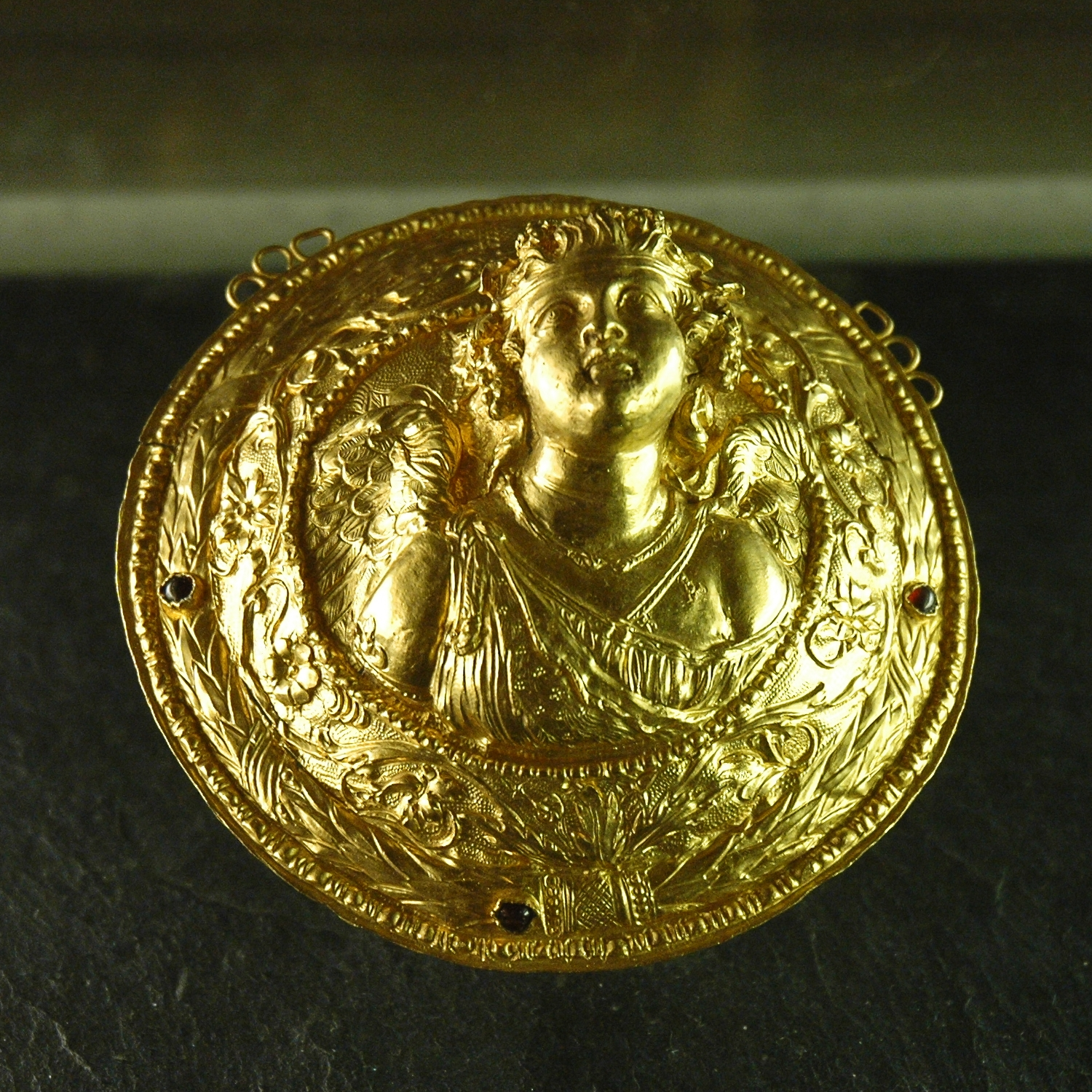
Erotův medailon, Blízký Východ, asi 250–200 př. n. l.
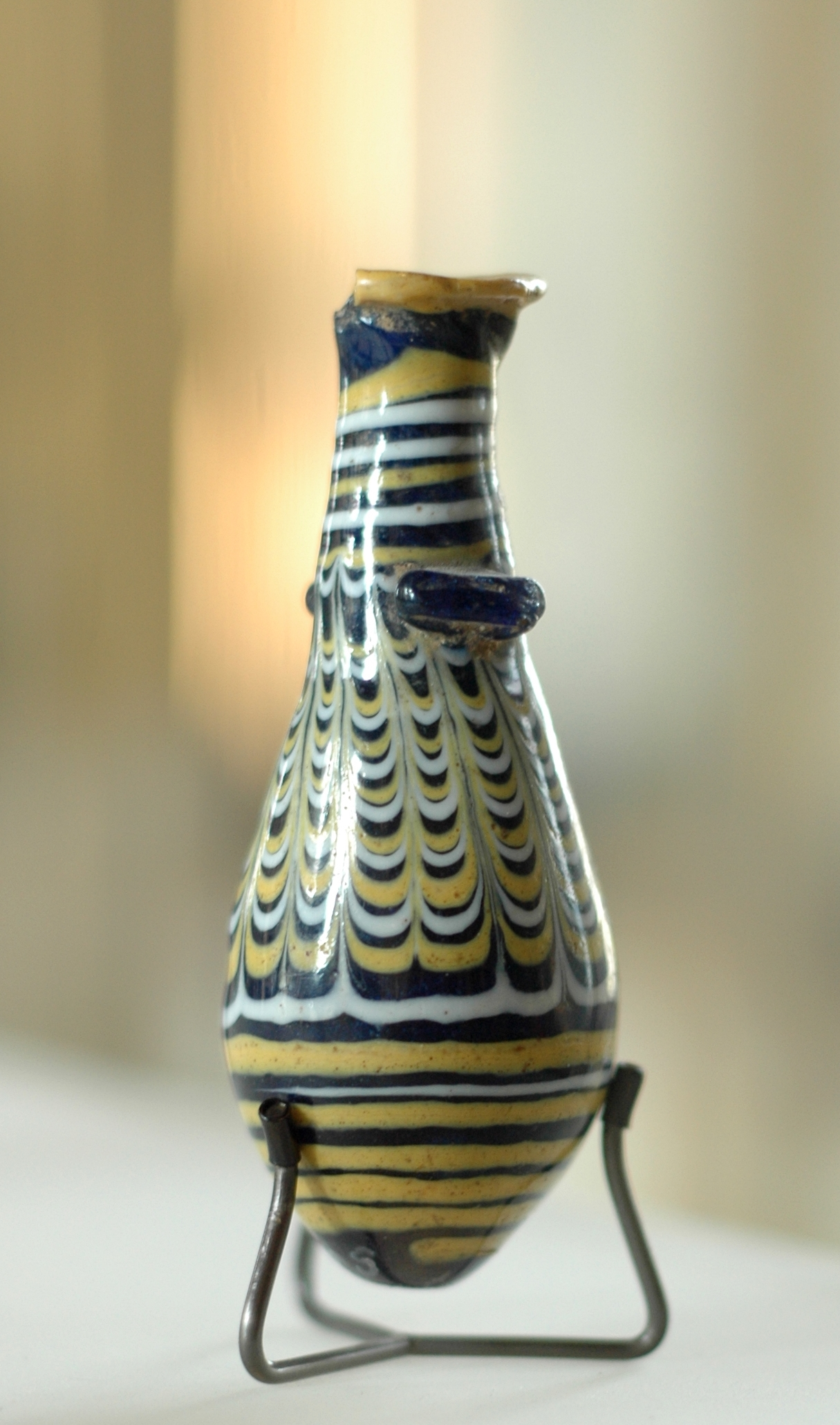
Italský alabastron (sklo, 200–50 př. n. l.)
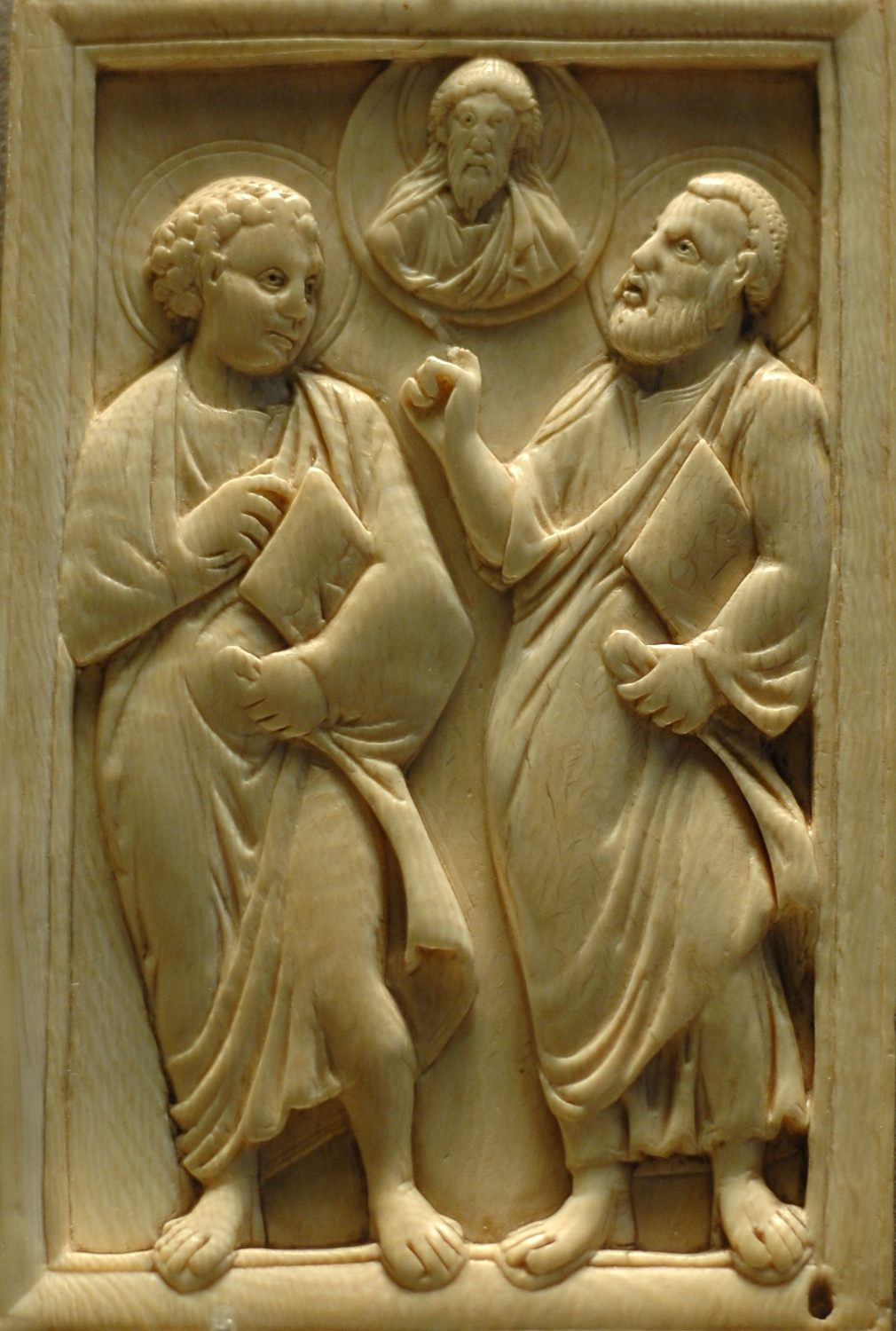
Kristus mezi dvěma apoštoly (slonovina, 5. stol.)
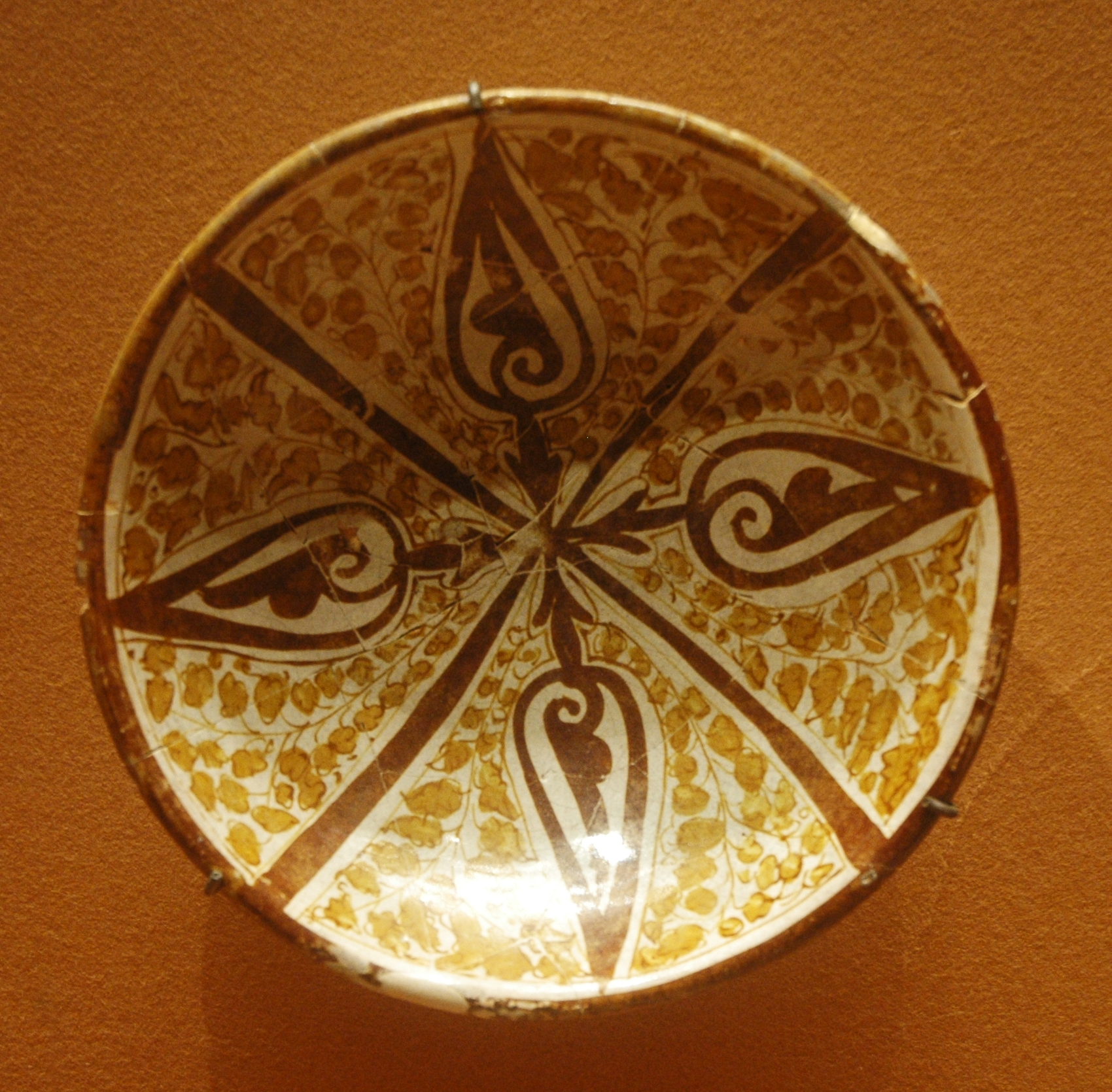
Terakotový pohár, Irák 9. stol.
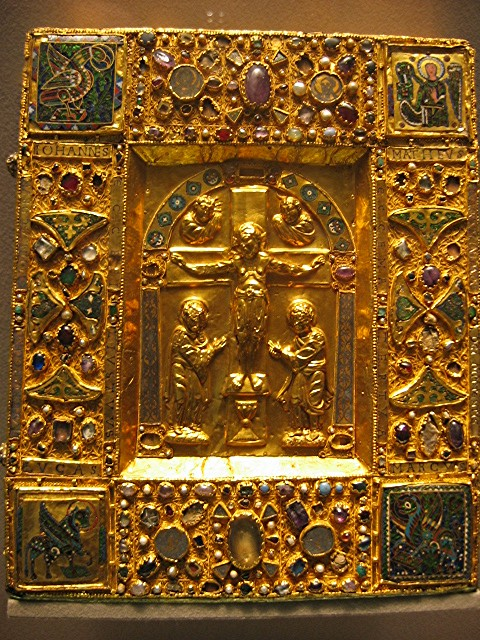
Relikviář z Maastrichtu, 11. stol.
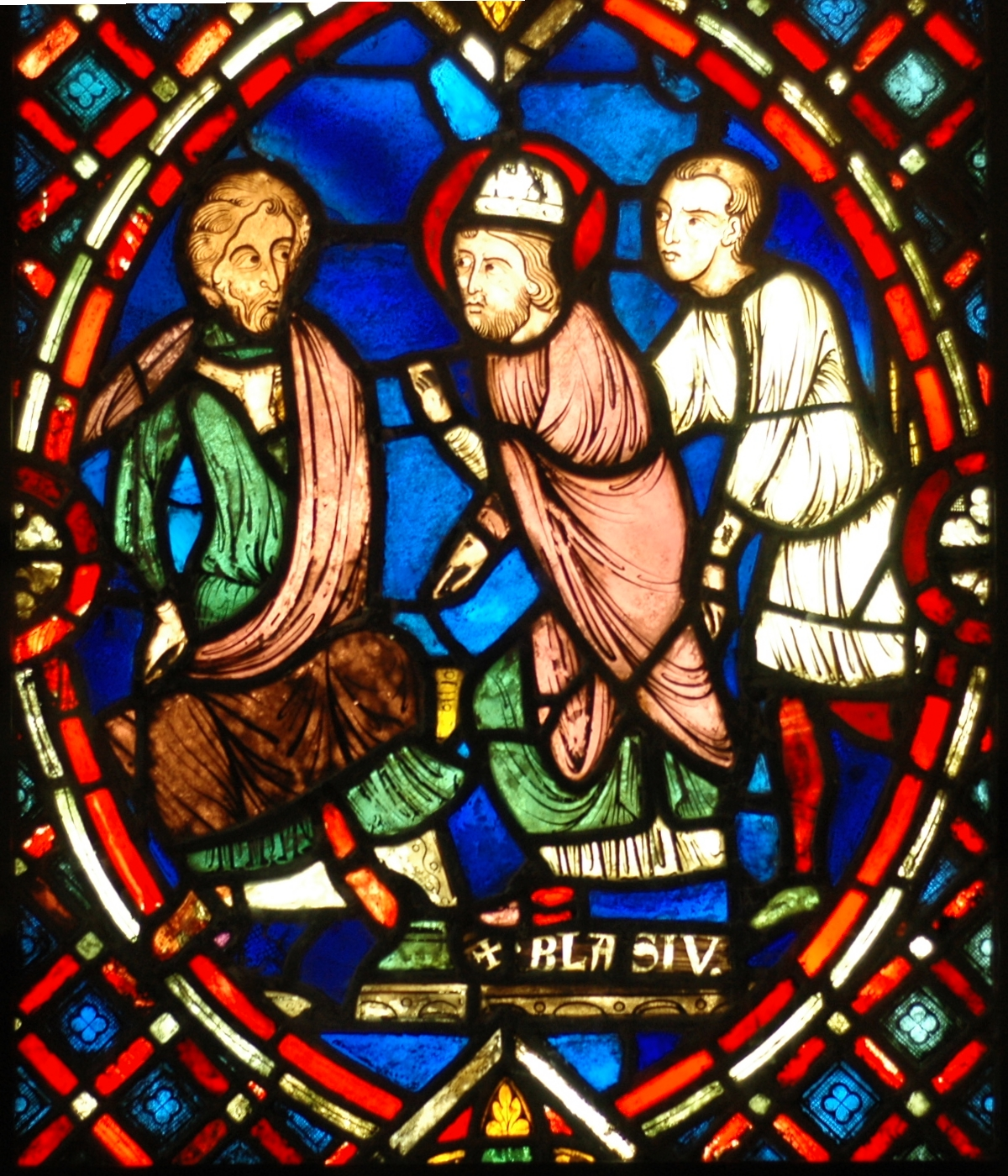
Vitráž ze Soissons, Francie, začátek 13. stol.
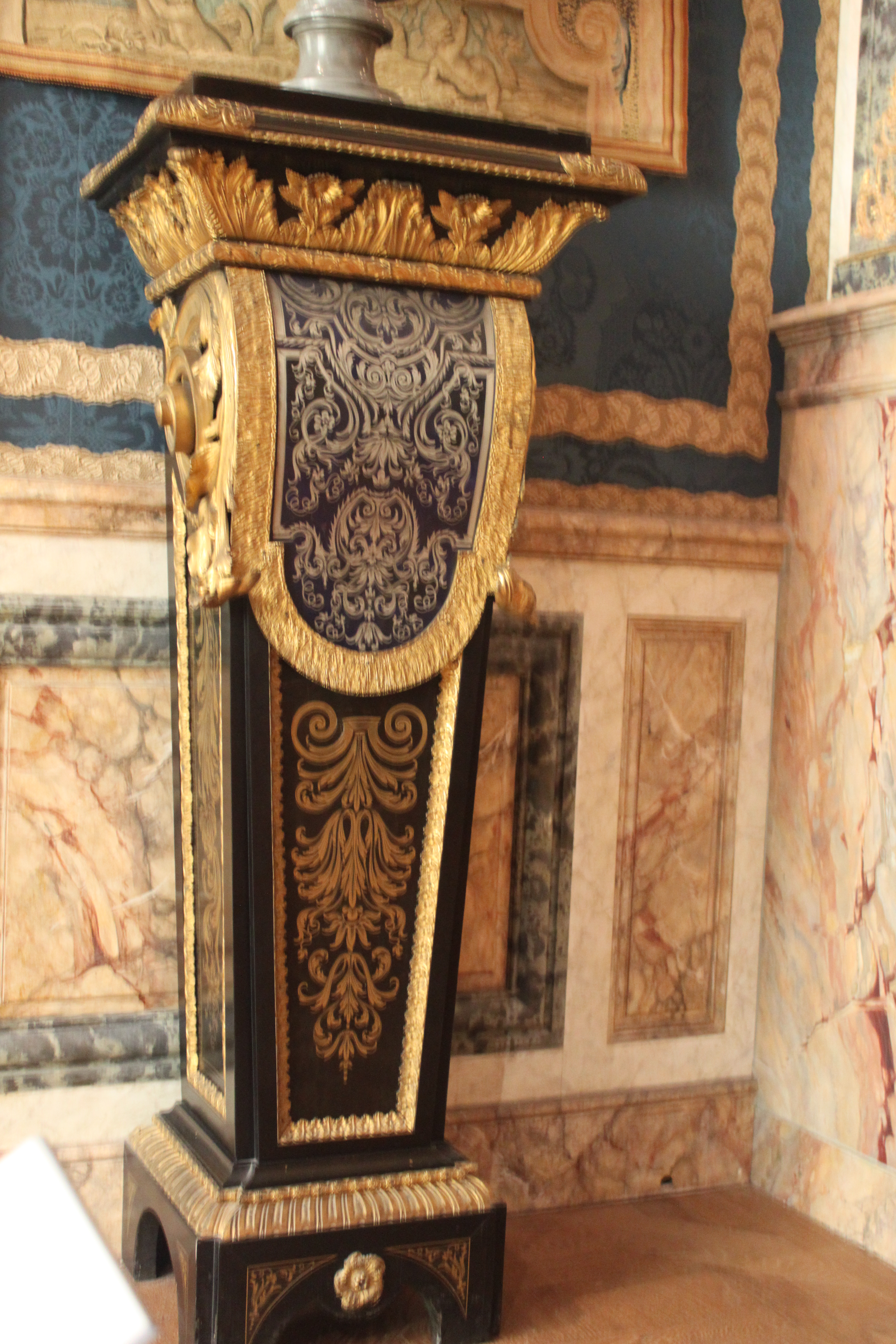
André-Charles Boulle, Podstavec 1700–1720
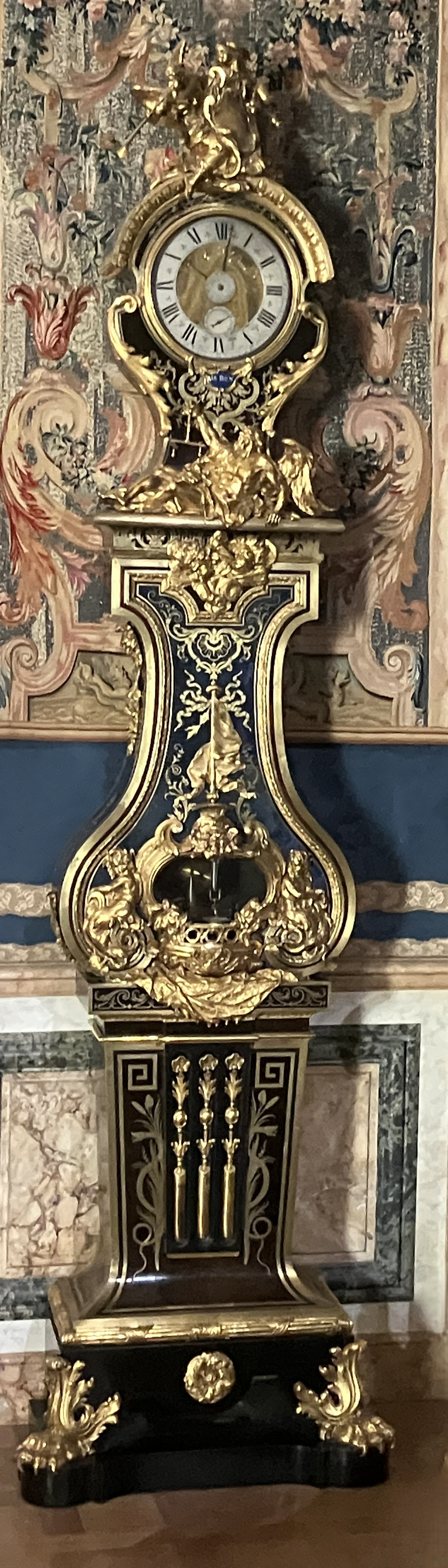
André-Charles Boulle, Kyvadlové hodiny 1714–1719